# Musée Solomon-R.-Guggenheim
Vous lisez un « bon article » labellisé en 2022.
Pour les articles homonymes, voir Solomon, Guggenheim et Musée Guggenheim.
Le musée Solomon R. Guggenheim ou Solomon R. Guggenheim Museum est un musée d'art moderne situé dans l'Upper East Side à New York, aux États-Unis.
L'emplacement actuel du musée, à l'angle de la 89e rue et de la Cinquième Avenue, dominant Central Park, date de 1959, après que le nouveau bâtiment fut dessiné par Frank Lloyd Wright, qui décéda avant la fin des travaux et l'ouverture du musée le 21 octobre 1959. Avec le Metropolitan Museum of Art (MET) et le Museum of Modern Art (MoMA), le Guggenheim Museum figure parmi les musées les plus importants de New York. Il est aussi le plus célèbre et le plus ancien des différents musées créés par la fondation Solomon R. Guggenheim.
Souvent appelé simplement le Guggenheim, il compte en 2005 environ 6 000 œuvres dont 3 % seulement sont exposées. À l'origine, son nom était « The Museum of non-objective painting », que l'on peut traduire par « musée de la peinture non figurative ». Il fut créé pour être un lieu d'exposition de l'art d'avant-garde d'artistes modernistes tels que Vassily Kandinsky et Piet Mondrian. Le musée a été inscrit sur la liste indicative au patrimoine mondial de l'Unesco en 2008. L'espace muséal a une structure originale en spirale. Le visiteur entre par le sommet, puis descend progressivement jusqu'au niveau du sol par une rampe légèrement inclinée : la notion de salle d'exposition disparaît ainsi au profit d'une continuité de présentation.

## Histoire

### Premières années et Hilla de Rebay
Solomon R. Guggenheim, membre d’une famille enrichie par l'exploitation minière, collectionnait les œuvres des maîtres anciens depuis les années 1890. En 1926, il rencontrait l’artiste Hilla de Rebay, qui l’initia à l’art d’avant-garde européen, en particulier à l'art abstrait qui, selon elle, avait un aspect spirituel et utopique (art non figuratif). Solomon Guggenheim réorienta alors complètement ses choix de collection, se tournant vers le travail d'artistes comme Wassily Kandinsky. Il a commencé à exposer sa collection au public dans son appartement de l’hôtel Plaza à New York,. À mesure que sa collection grandissait, il créa la Fondation Solomon R. Guggenheim en 1937, dans le but de promouvoir l'art moderne.

### Le Musée de la peinture abstraite
Le premier lieu d'exposition d’art ouvert par la Fondation Solomon R. Guggenheim, le « Musée de la peinture abstraite » (Museum of Non-Objective Painting), a été inauguré en 1939 dans le centre de Manhattan, à New York, et placé sous la direction de Hilla de Rebay. Sur les conseils de celle-ci, Guggenheim a cherché à inclure dans la collection les œuvres les plus importantes des peintres de l’art non figuratif disponibles à l’époque, comme Rudolf Bauer, Hilla de Rebay, Vassily Kandinsky, Piet Mondrian, Marc Chagall, Robert Delaunay, Fernand Léger, Amedeo Modigliani et Pablo Picasso,,.
Au début des années 1940, la fondation avait accumulé un si grand nombre de peintures d’avant-garde que le besoin d'un musée permanent était devenu évident. En 1943, Hilla de Rebay et Solomon Guggenheim ont écrit une lettre à l'architecte américain Frank Lloyd Wright pour lui demander de concevoir une structure permettant d'abriter et d'exposer la collection,. Hilla de Ribay souhaitait un bâtiment à l'architecture novatrice, ne ressemblant à aucun autre musée dans le monde. Wright accepta et saisit l’occasion d’expérimenter son style organique dans un cadre urbain. Il lui fallut 15 ans, 700 croquis et six séries de dessins de travail pour créer le musée.
En 1948, la collection de Solomon Guggenheim s’agrandit considérablement grâce à l’acquisition de la succession du marchand d’art Karl Nierendorf : celle-ci comportait quelque 730 objets, notamment des peintures expressionnistes allemandes,. À cette époque, la collection de la fondation comprenait un large éventail d’œuvres expressionnistes et surréalistes, y compris des peintures de Paul Klee, Oskar Kokoschka et Joan Miró. Après la mort de Guggenheim en 1949, les membres de la famille Guggenheim qui siégeaient au conseil d’administration de la fondation avaient des différends personnels et philosophiques avec Hilla de Rebay ; en 1952, elle démissionna de son poste de directrice du musée. Elle laissa une partie de sa collection personnelle à la fondation dans son testament, y compris des œuvres de Vassily Kandinsky, Paul Klee, Alexander Calder, Albert Gleizes, Piet Mondrian et Kurt Schwitters. Le musée fut rebaptisé « Musée Solomon R. Guggenheim » en 1952.

### Le projet architectural de Frank Lloyd Wright

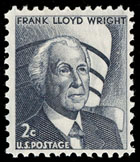
Timbre-poste de 2 cents avec une illustration en noir et blanc avec le buste de Wright au premier plan et le musée à l’arrière-plan (1966)

Hilla de Rebay imagine l’espace du musée comme un « temple de l’esprit » qui induirait une nouvelle façon de regarder les pièces de la collection Guggenheim. Elle écrivit à Frank Lloyd Wright que « chacun de ces grands chefs-d’œuvre devrait être organisé dans l’espace, et vous seul... testerait les possibilités de le faire... Je veux un temple de l’esprit, un monument ! »,. Le critique Paul Goldberger écrivit plus tard que, avant le bâtiment moderniste de Wright, « il n’y avait que deux modèles architecturaux pour la conception de musées : le Palais des Beaux-Arts [...] et le Pavillon de style international. ». Goldberger considérait le musée comme « un catalyseur de changement, ce qui rendait socialement et culturellement acceptable pour un architecte de concevoir un musée très expressif et intensément personnel. En ce sens, presque tous les musées de notre époque sont des enfants du Guggenheim. »

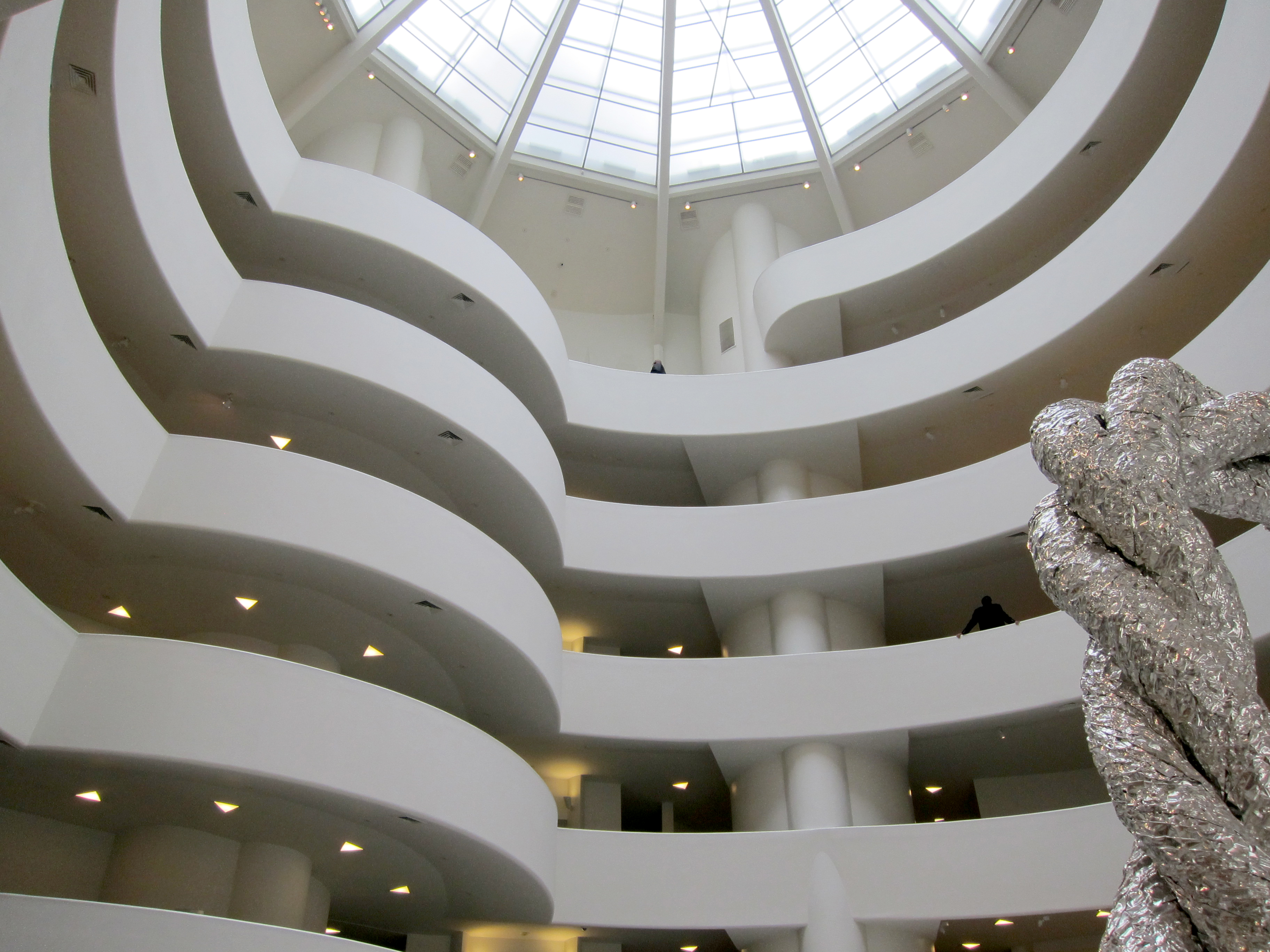
L’atrium du musée

De 1943 au début de 1944, Wright produit quatre croquis différents pour la conception initiale du musée. Alors que l’un des plans (schéma C) avait une forme hexagonale, tous les autres avaient des plans circulaires et utilisaient une rampe continue. L'architecte avait déjà expérimenté la conception de la rampe en 1948 dans la boutique de cadeaux V.C. Morris à San Francisco et dans la maison qu’il avait achevée pour son fils en 1952, la Maison David et Gladys Wright en Arizona. Le concept original de Wright s'apparentait à une « ziggourat » inversée, car il ressemblait aux marches abruptes des ziggourats construites dans l’antique Mésopotamie,. L'architecte échafauda un plan éloigné de l'aménagement conventionnel d'un musée, dans lequel les visiteurs déambulent à travers une série de salles interconnectées et sont contraints de revenir sur leurs pas en sortant. L'objectif de Wright était que les visiteurs du musée se rendent au sommet du bâtiment par ascenseur, puis descendent à un rythme tranquille sur la pente douce de la rampe continue et admirent enfin l’atrium comme la dernière œuvre d’art de l'édifice. La rotonde ouverte devait offrir aux visiteurs la possibilité de voir plusieurs niveaux simultanément et même d’interagir avec les personnes situées à d’autres niveaux.

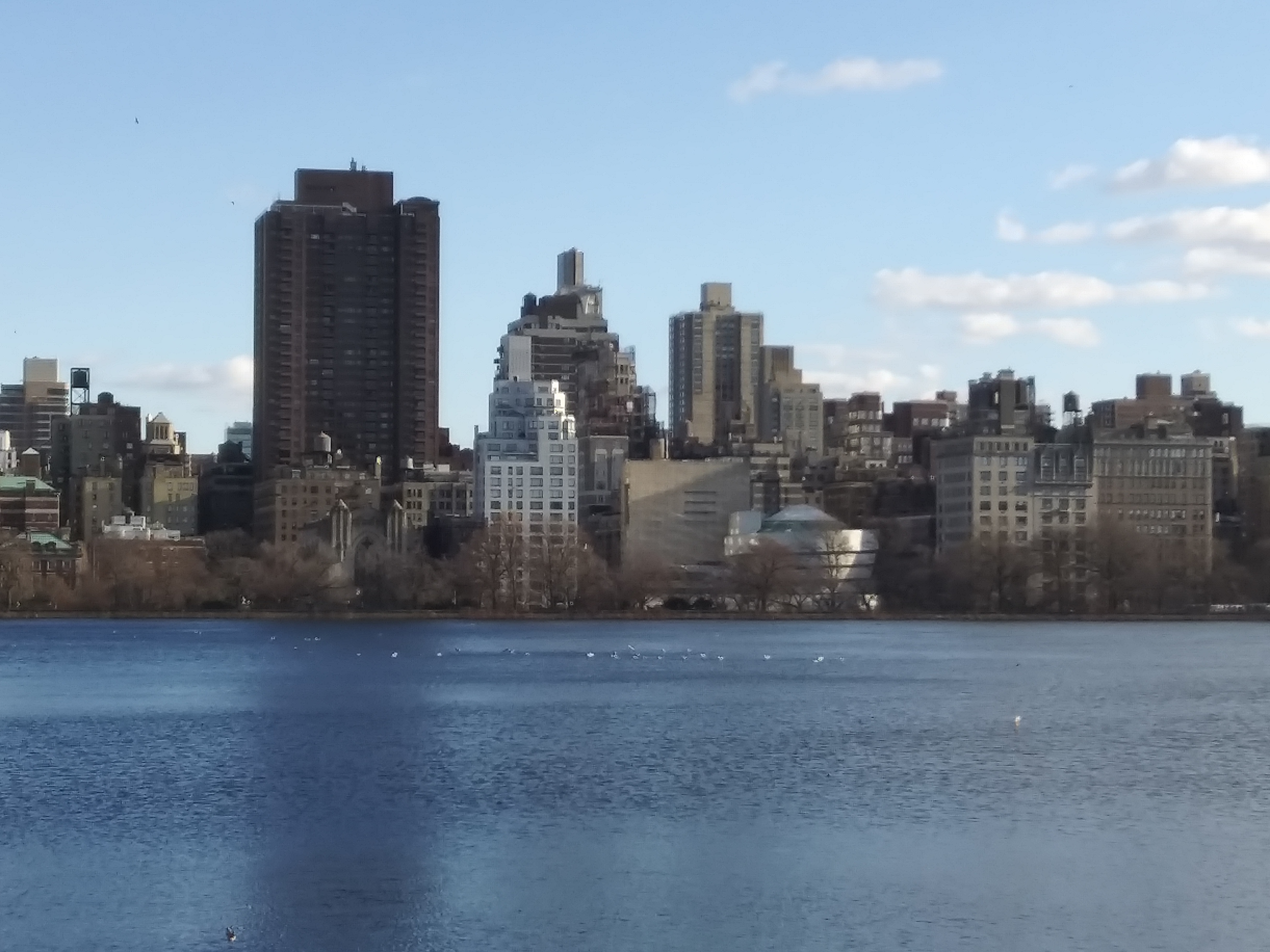
Le musée Solomon Guggenheim, vue depuis Central Park. Au premier plan se trouve le réservoir du parc.

Avant de s’installer sur le site actuel du musée, Frank L. Wright, Hilla de Rebay et Solomon Guggenheim ont hésité entre plusieurs localisations à Manhattan, ainsi que dans le secteur de Riverdale dans le Bronx, un endroit surplombant le fleuve Hudson. Guggenheim estimait que le musée devait être à proximité du Central Park ; ce dernier permettait en effet d'atténuer le bruit de la ville, d'éviter les problèmes de congestion et le béton,. La nature inspirant l'architecture du musée, il semblait cohérent de placer l'édifice près du grand parc de Manhattan. Le bâtiment incarnait les tentatives de Wright « de rendre la plasticité inhérente des formes organiques dans l’architecture ». Il se trouve que le Guggenheim devait être le seul musée conçu par Frank Lloyd Wright. L’emplacement au sein du plan orthogonal de Manhattan a contraint l'architecte à concevoir le bâtiment sous une forme verticale plutôt qu’horizontale, très différente de ses œuvres rurales antérieures.
La conception en spirale rappelait la coquille d'un nautile ; elle prévoyait des espaces continus communiquant librement les uns avec les autres,. Tout en se référant à la nature (l'extérieur ressemble à une peau de citron découpée, la verrière fait penser à une toile d'araignée), le projet de Frank Lloyd Wright exprime également son point de vue sur la géométrie rigide de l’architecture moderniste. Wright a attribué une signification symbolique aux formes du bâtiment. Il a expliqué :

« Ces formes géométriques suggèrent certaines idées, humeurs, sentiments humains comme par exemple  [sic] : le cercle, l’infini ; le triangle, l’unité structurelle ; la spirale, le progrès organique ; le carré, l’intégrité. »

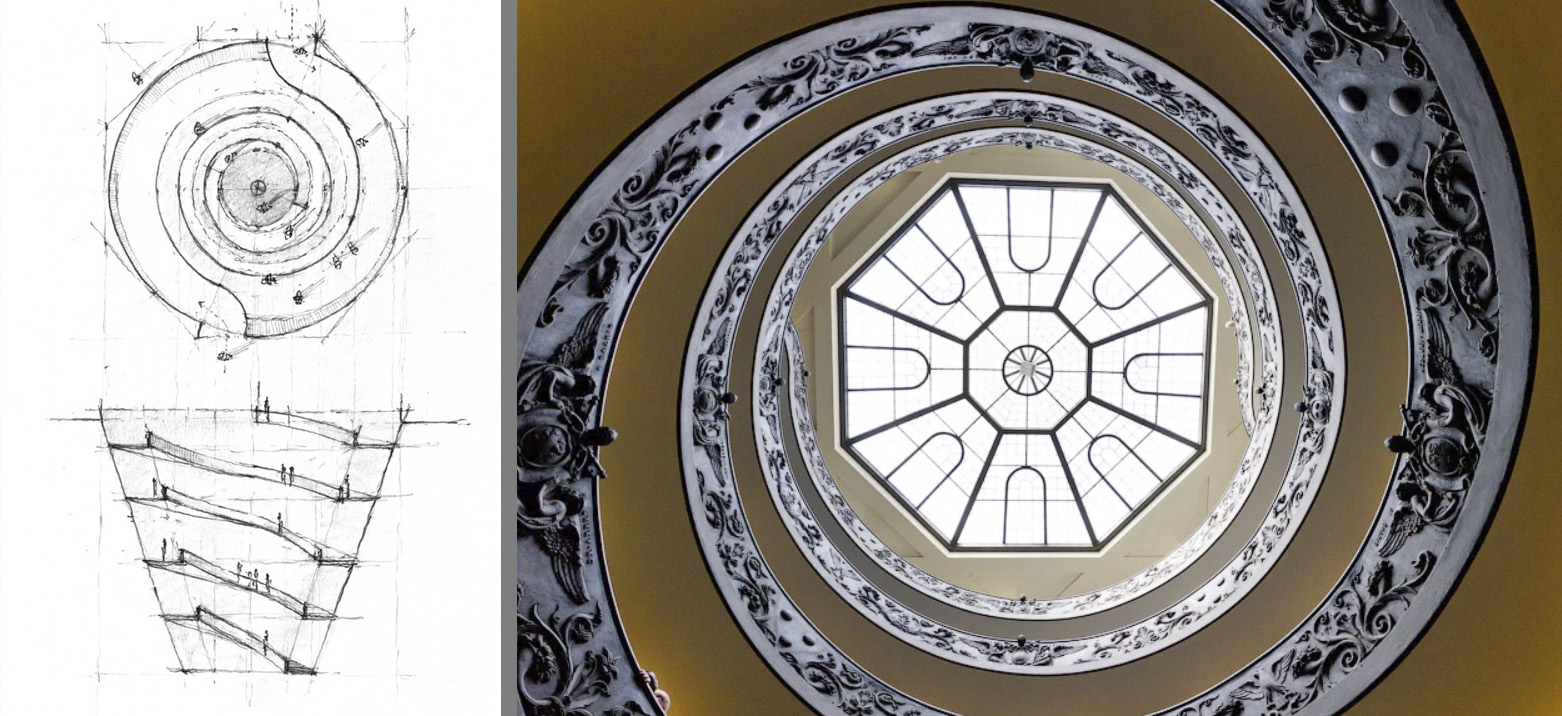
Escalier des Musées du Vatican conçu par Giuseppe Momo en 1932

Plusieurs professeurs d’architecture ont émis l’hypothèse que la rampe hélicoïdale et le dôme de verre de l’escalier de Giuseppe Momo de 1932 aux Musées du Vatican ont été une source d’inspiration pour la rampe et l’atrium de Frank Lloyd Wright. L'ingénieur d'origine tchèque Jaroslav Josef Polívka a aidé Wright pour la conception de la structure et a réussi à concevoir la rampe de la galerie sans colonnes périmétriques.
La surface du musée Guggenheim a été faite en béton pour réduire le coût, alors que Frank Lloyd Wright avait voulu un parement en pierres. L'architecte avait proposé un extérieur de couleur rouge, qui n’a jamais été réalisé,. En effet il avait utilisé dans nombre de ses créations la couleur rouge Cherokee, qui est devenue emblématique de son style. Hilla de Rebay refusa et expliqua dans une lettre de 1945 que la couleur rouge n'était pas de son goût, ni de celui de Solomon Guggenheim.

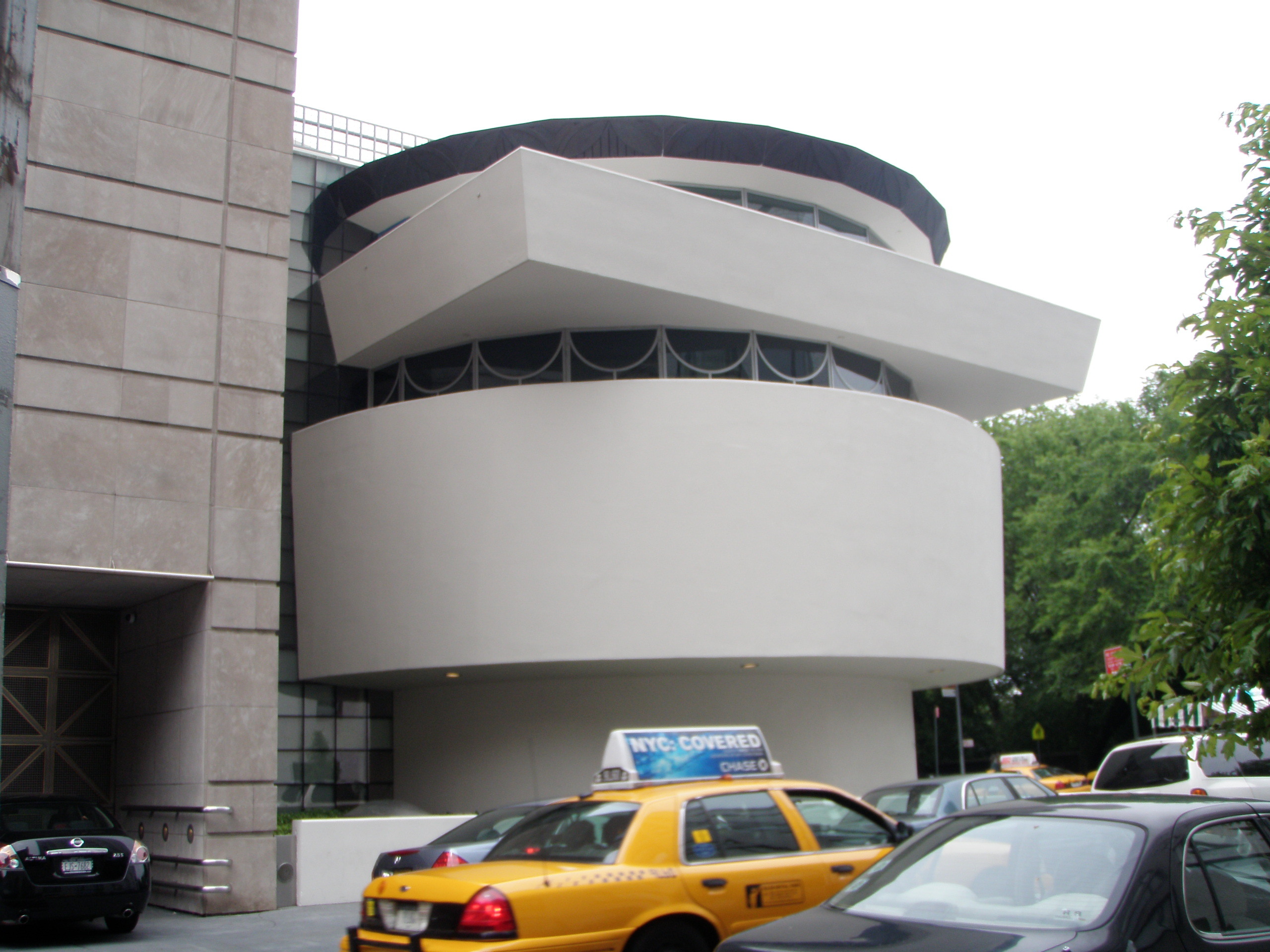
La petite rotonde ou Thannhauser Building. Wright l'appelait le Monitor

La petite rotonde (ou « bâtiment Monitor », comme l’appelait Frank Lloyd Wright) à côté de la grande rotonde était destinée à abriter des appartements pour Hilla de Rebay et Solomon Guggenheim ; mais à la place, elle est devenue un ensemble de bureaux et d'espaces de réserve. En 1965, le deuxième étage du bâtiment Monitor a été rénové pour présenter la collection permanente du musée, qui devenait de plus en plus grande. Avec la restauration effectuée en 1990-1992, il a été entièrement transformé en espace d’exposition et baptisé le bâtiment Thannhauser, en l’honneur de l’un des legs les plus importants au musée,. Le plan original de Wright prévoyant une tour adjacente, des ateliers d’artistes et des appartements n’a pas été réalisé, en grande partie pour des raisons financières, jusqu’à la rénovation et l’agrandissement. Toujours dans la construction originale, le puits de lumière de la galerie principale avait été recouvert, ce qui compromettait les effets d’éclairage soigneusement articulés de Wright. En 1992, le puits de lumière a été restauré dans sa conception d’origine.

### Les années Sweeney et l’achèvement de la construction (1952-1961)

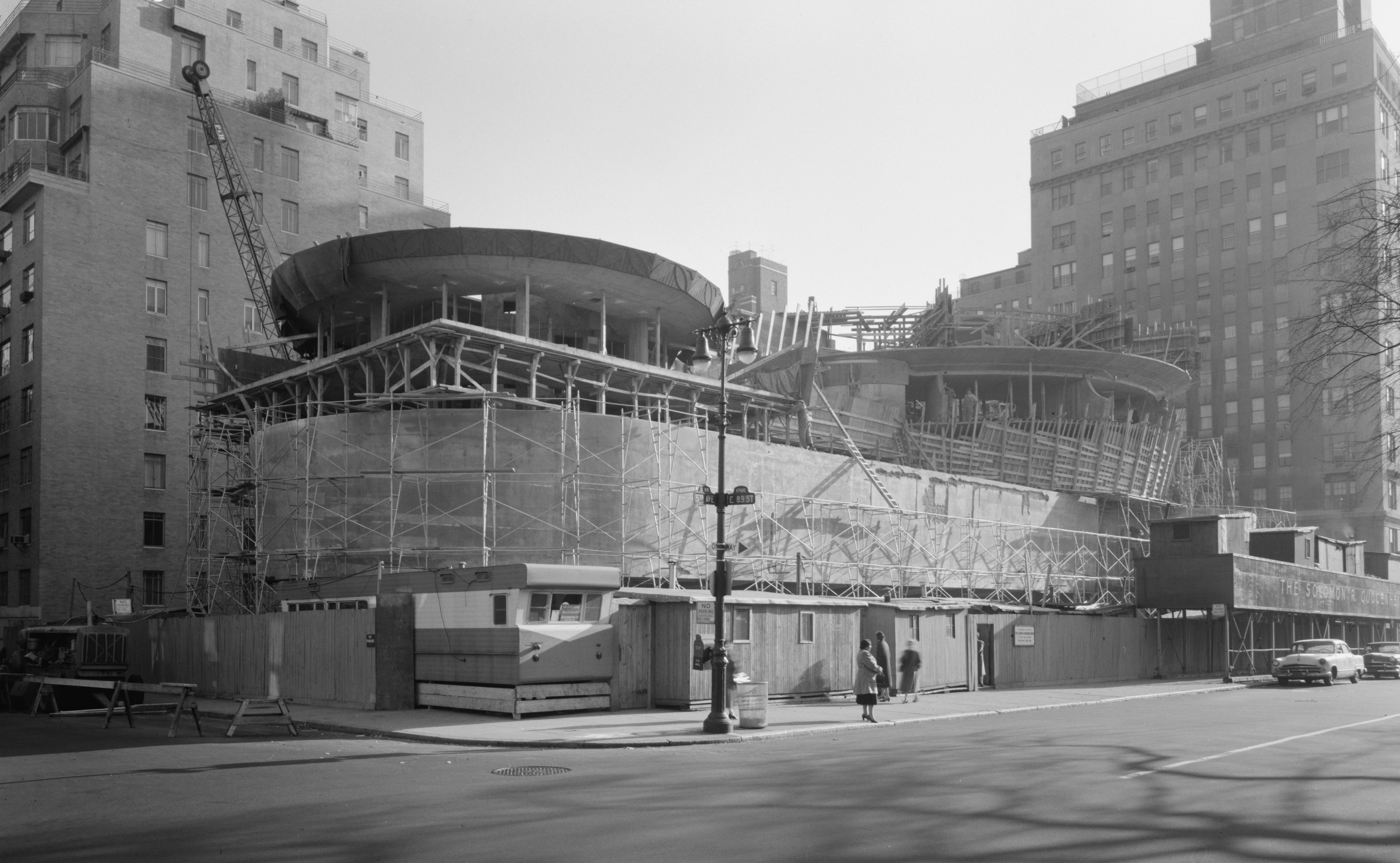
Musée Guggenheim en construction. Photographie prise le 12 novembre 1957.

À partir de 1953, les critères de sélection des œuvres de la collection Guggenheim se sont élargis sous l'impulsion de son nouveau directeur, James Johnson Sweeney. Ce dernier ouvrit les collections à la peinture et à la sculpture « figuratives » ; ainsi, il acquit la statue Adam et Ève (1921) de Constantin Brancusi, suivi d’œuvres d’autres sculpteurs modernistes, dont Joseph Csaky, Jean Arp, Alexander Calder, Alberto Giacometti et David Smith. James Sweeney élargit également la période des œuvres recherchées au XIXe siècle : le tableau L’Homme aux bras croisés de Paul Cézanne (vers 1899) entra dans les collections. La même année, la fondation a également reçu un don de 28 œuvres de la succession de Katherine S. Dreier, qui était à l'origine de la première collection américaine d’art moderne, la Société Anonyme. Katherine Dreier avait été une collègue de Hilla de Rebay. Les œuvres comprenaient Petite fille française (1914-18) de Brancusi, une nature morte sans titre (1916) de Juan Gris, une sculpture en bronze (1919) d’Alexandre Archipenko et trois collages (1919-21) du dadaïste allemand Kurt Schwitters. Elles comprenaient également des œuvres d' Alexander Calder, Marcel Duchamp, El Lissitzky et Piet Mondrian. Par ailleurs, James Sweeney a acquis des sculptures et des tableaux d’Alberto Giacometti, David Hayes, Willem de Kooning et Jackson Pollock.
Le chantier du musée commença le 16 août 1956. James Sweeney a supervisé la fin du chantier du musée, au cours desquelles il a eu une relation antagoniste avec Frank Lloyd Wright, en particulier en ce qui concerne les problèmes d’éclairage du bâtiment. Le musée Guggenheim, avec sa rotonde si distinctive, s’est avéré être la dernière œuvre majeure de Wright, l’architecte étant décédé six mois avant son ouverture. De la rue, le nouveau bâtiment ressemblait à un ruban blanc enroulé autour d'une pile cylindrique, plus large en haut qu’en bas. Son apparence contrastait fortement avec les immeubles rectangulaires de Manhattan qui l’entouraient, un fait apprécié par Wright, qui avait affirmé que son musée ferait ressembler le Metropolitan Museum of Art voisin à une grange protestante. À l’intérieur, la galerie d'exposition formait une rampe hélicoïdale en spirale qui montait doucement du niveau du sol jusqu’au puits de lumière au sommet, un aménagement original pour un musée de cette époque, ce qui souleva de nombreuses controverses.

### Critiques et ouverture du bâtiment

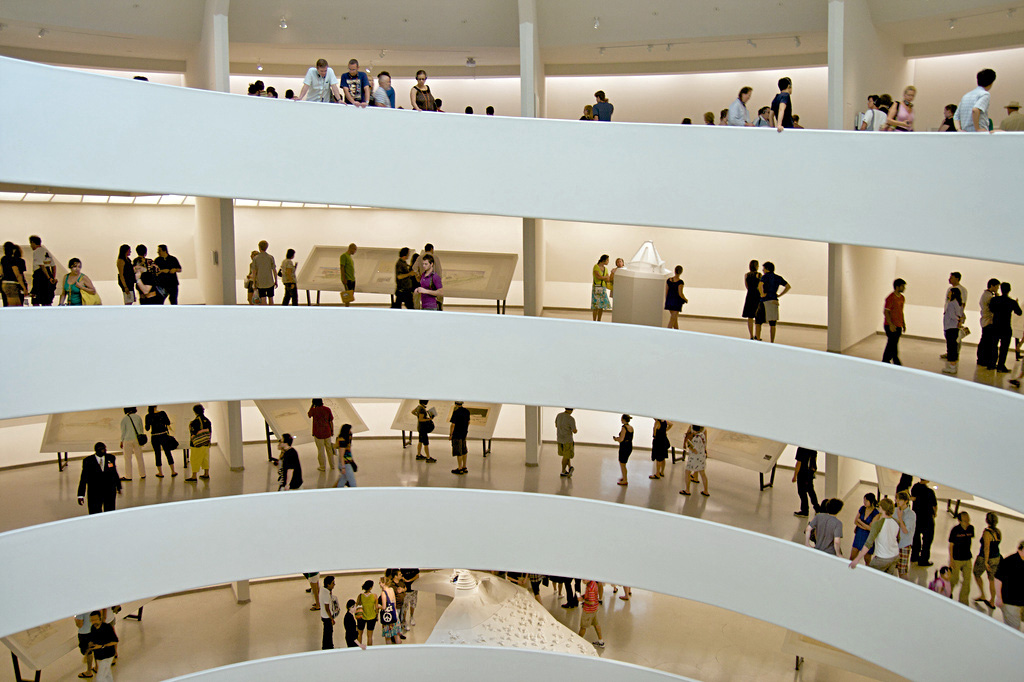
Intérieur du musée Guggenheim. Photographie prise en 2010.

Avant même son ouverture, la forme du musée a suscité de nombreuses critiques. Certains croyaient que le bâtiment éclipserait les œuvres d’art exposées,, que les visiteurs ne viendraient que pour l'architecture. « Au contraire », écrit l’architecte, la conception fait « du bâtiment et de la peinture une belle symphonie ininterrompue qui n'a jamais existé dans le monde de l’art auparavant ». D’autres critiques, et de nombreux artistes, ont estimé qu’il était impossible d’accrocher correctement des peintures dans les niches d’exposition concaves, peu profondes, sans fenêtre et qui entourent la spirale centrale. Avant l’ouverture du musée, vingt et un artistes ont signé une lettre protestant contre l’exposition de leur travail dans un tel espace. Simon Texier résume les critiques faites à l'édifice muséal en ces termes :

« Dès son achèvement, la critique architecturale y verra d’ailleurs un monument davantage qu’un musée, une pure œuvre d’art, tandis que la critique d’art dénonce un espace voué à réduire la peinture au rang d’accessoire. La spirale descendante et son parcours obligé, qui sous-tend de surcroît une lecture téléologique de l’histoire de l’art, ruine en théorie tous les efforts en vue d’une présentation des œuvres à la fois didactique et libre. »

Le 21 octobre 1959, dix ans après la mort de Solomon Guggenheim et six mois après la mort de Frank Lloyd Wright, le musée a ouvert ses portes à une grande foule de visiteurs. De nos jours, le bâtiment est désormais largement admiré, reconnu comme un chef-d'œuvre et a inspiré de nombreux autres architectes.

### Les années Thomas Messer (1961-1988)

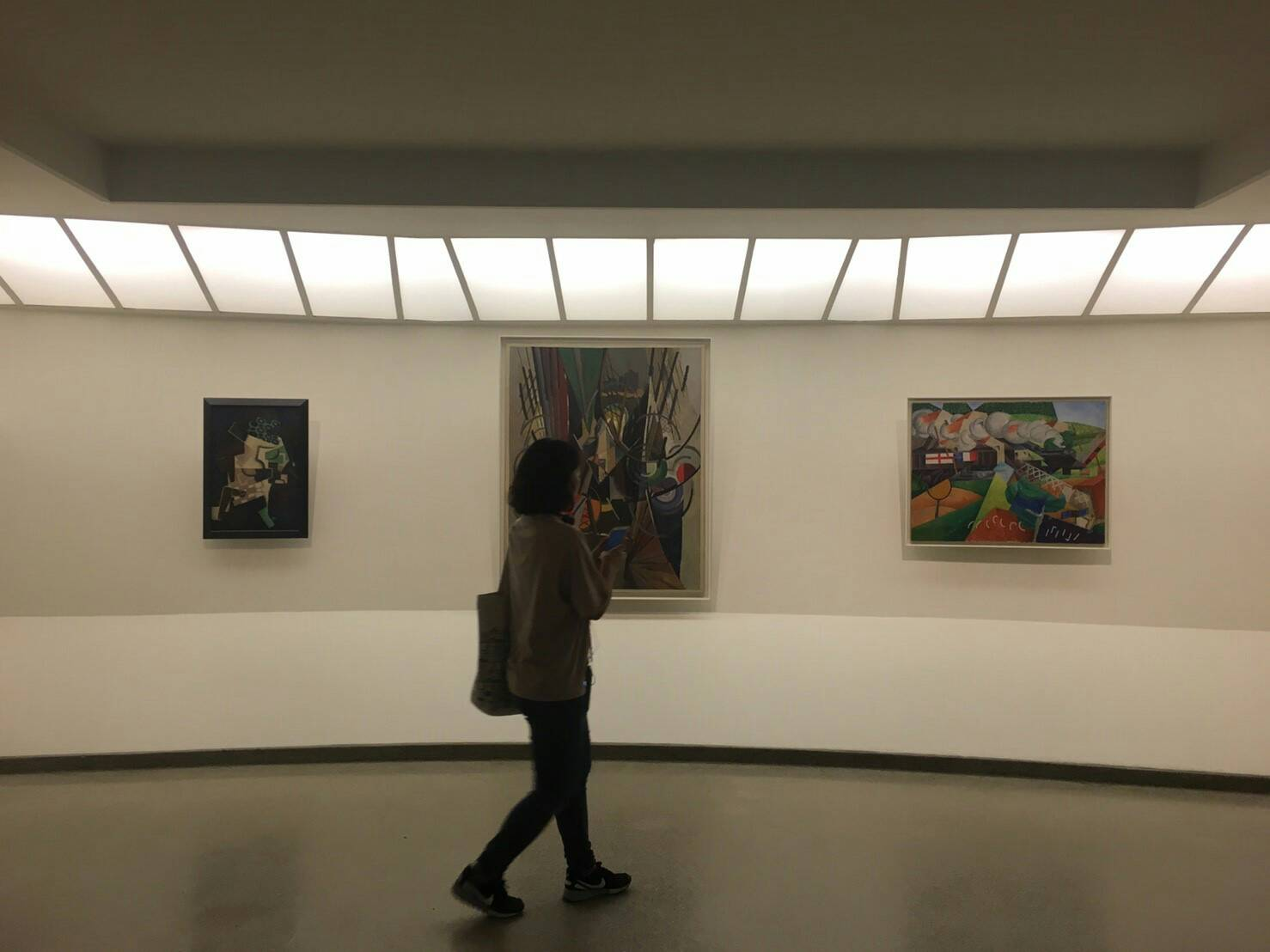
L'accrochage des tableaux doit s'adapter aux caractéristiques des murs dans la galerie en spirale.

Thomas M. Messer a succédé à James Sweeney en tant que directeur du musée Guggenheim (mais pas de la fondation) en 1961. Il est resté à ce poste pendant 27 ans, le plus long mandat de tous les directeurs des grandes institutions artistiques de la ville de New York. Lorsque Messer a pris la relève, la capacité du musée à présenter de l’art était encore incertaine en raison des défis présentés par la galerie à rampe en spirale continue qui est à la fois inclinée et présente des murs incurvés. Il semblait en effet difficile d’accrocher correctement des peintures dans les niches d’exposition peu profondes et sans fenêtre qui entouraient la spirale centrale : les toiles devaient être montées à partir de la surface du mur. Les peintures accrochées inclinées en arrière apparaîtraient « comme sur le chevalet de l’artiste ». D'autre part, il y avait peu d’espace dans les niches pour la sculpture.
Presque immédiatement, en 1962, Messer a pris le risque de monter une grande exposition qui associait les peintures du Guggenheim avec des sculptures provenant de la collection Hirshhorn. Messer s'était préparé au défi que représentait une telle exposition en organisant une exposition de sculptures plus petite l’année précédente, dans laquelle il a pallié le problème de l'inclinaison en construisant des socles spéciaux construit selon un angle particulier, de sorte que les pièces n’étaient pas à verticale mais semblaient l’être. Dans l’exposition de sculpture précédente, cette astuce s’est avérée impossible pour une seule œuvre, un mobile Alexander Calder dont le fil pendait inévitablement à la verticale dans le contexte désorientant du sol incliné.
L’année suivante, Thomas Messer a acquis la collection privée du marchand d’art Justin K. Thannhauser pour la collection permanente du musée. Ces 73 œuvres comprenaient des chefs-d’œuvre impressionnistes, post-impressionnistes et français modernes, parmi lesquelles des œuvres importantes de Paul Gauguin, Édouard Manet, Camille Pissarro, Vincent van Gogh et 32 œuvres de Pablo Picasso. Le musée commença également à accueillir des performances : la première fut « Works and Process » qui fut une série de représentations commencée en 1984 au Guggenheim. Philip Glass avec Christopher Keene (Akhnaten) et Steve Reich avec Michael Tilson Thomas (The Desert Music) ont participé à la première édition.

### Thomas Krens et l'expansion du musée (1988-2008)

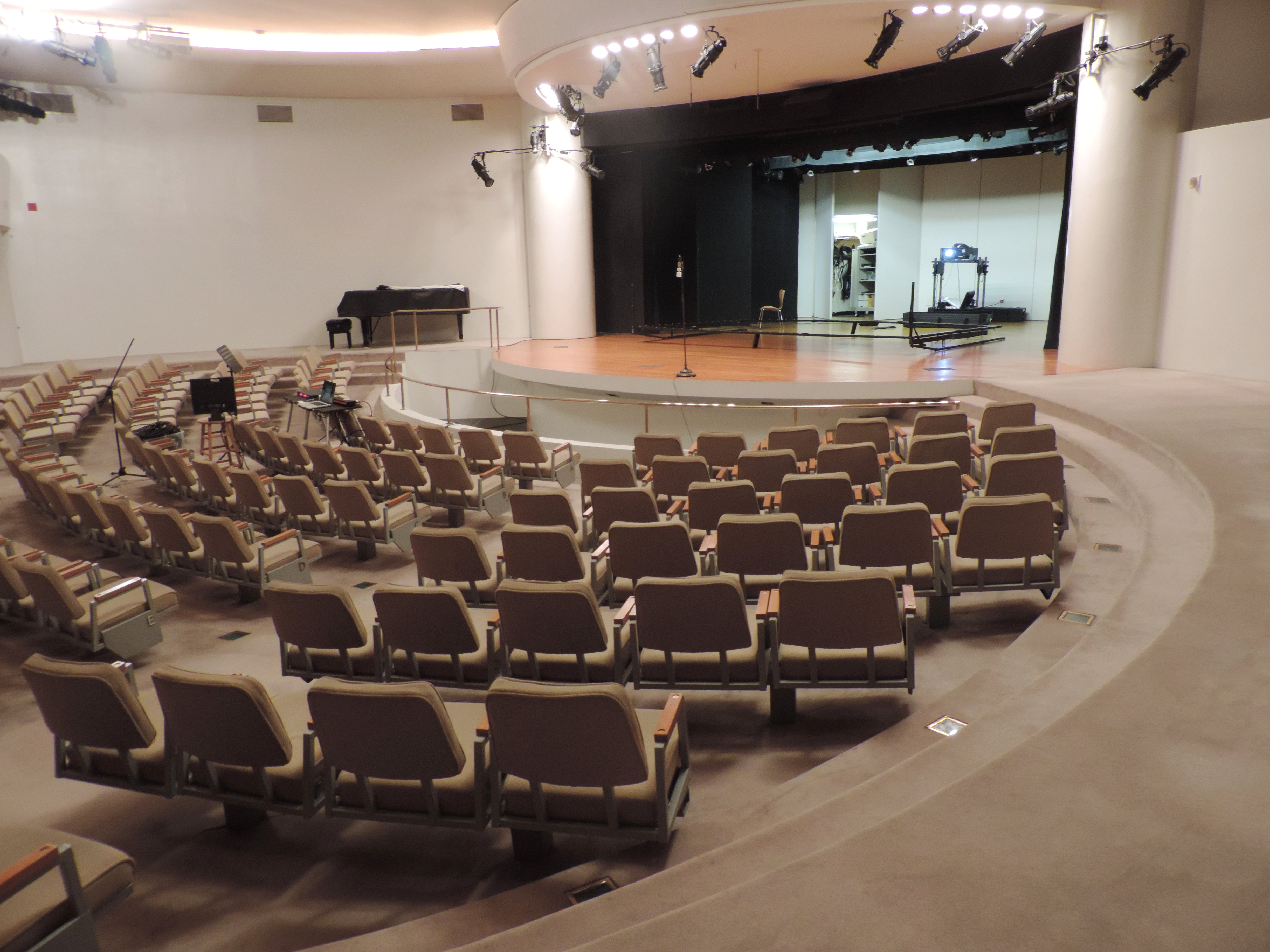
Théâtre Peter B. Lewis

Thomas Krens, directeur de la fondation de 1988 à 2008, a rapidement augmenté le nombre d'œuvres du musée. En 1991, il élargit ses fonds en acquérant la collection Panza. Rassemblée par le comte Giuseppe di Biumo et son épouse Giovanna, la collection Panza comprenait des sculptures minimalistes de Carl Andre, Dan Flavin et Donald Judd, et des peintures minimalistes de Robert Mangold, Brice Marden et Robert Ryman, ainsi qu’un éventail d’art postminimal et conceptuel de Robert Morris, Richard Serra, James Turrell, Lawrence Weiner et d’autres, notamment des artistes américains des années 1960 et 1970,. En 1992, la Fondation Robert Mapplethorpe a fait don de 200 de ses meilleures photographies à la fondation. Les œuvres couvraient l’ensemble de sa production, de ses premiers collages, polaroids, portraits de célébrités, autoportraits, nus masculins et féminins, fleurs et statues. Le Guggenheim présentait également des installations et comprenait le célèbre Autoportrait de Robert Mapplethorpe (1998). Cette acquisition a permis de lancer le programme d’exposition de photographies de la fondation.

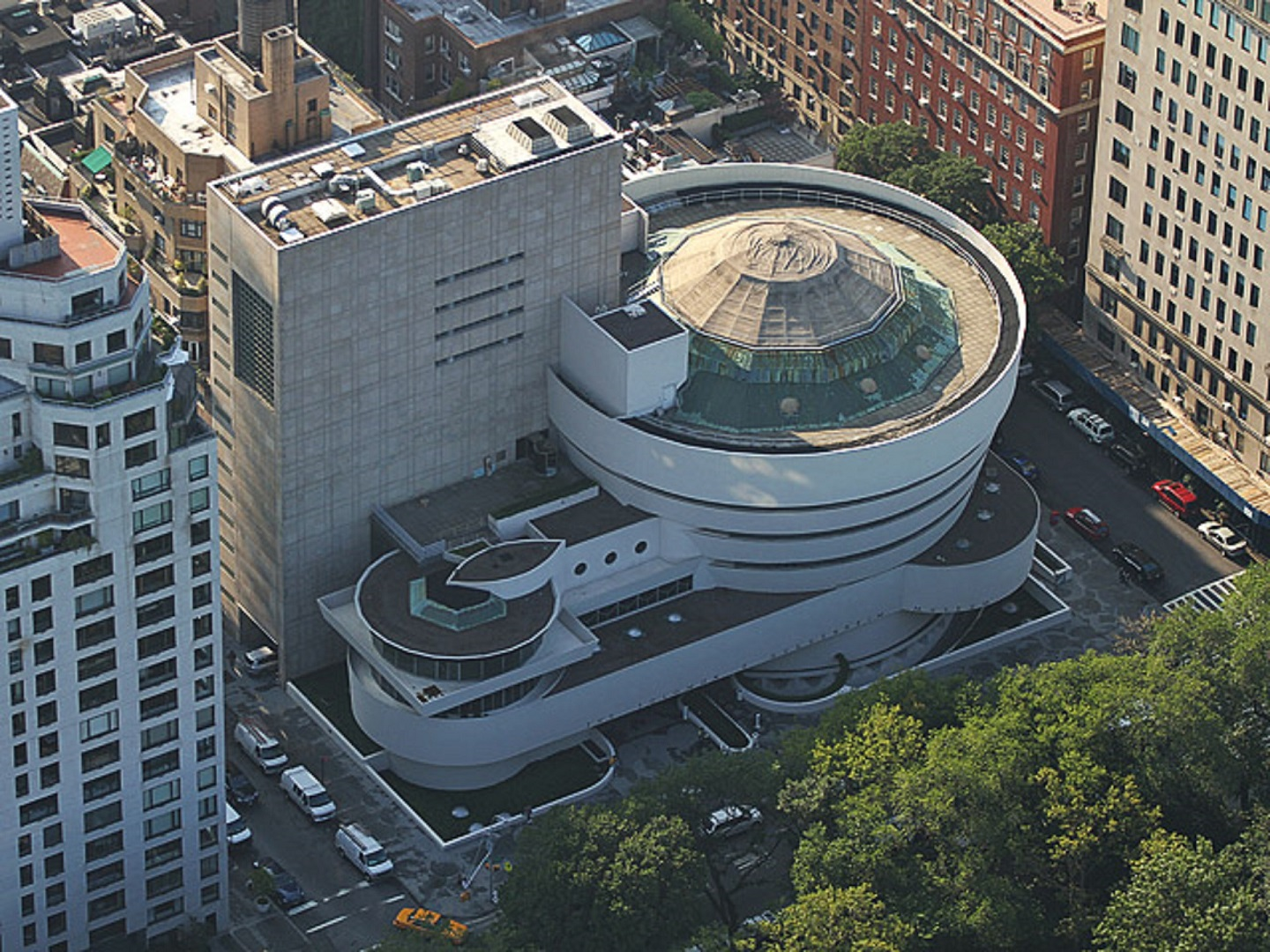
Vue aérienne du musée Guggenheim. À gauche la tour attenante ajoutée dans les années 1990 et conçue par le cabinet Gwathmey Siegel & Associates Architects.

En 1992, les salles d'exposition et d’autres espaces du musée ont été agrandis par l’ajout d’une tour rectangulaire attenante. Celle-ci se dresse derrière et plus haut que la spirale d’origine dessinée par Frank Lloyd Wright. La nouvelle tour a été conçue par le cabinet Gwathmey Siegel & Associates Architects : les architectes ont analysé les croquis originaux de Wright lorsqu’ils ont conçu la tour en calcaire de dix étages, qui a remplacé une structure beaucoup plus petite. Les espaces d'exposition, aux murs plats, devaient s'étendre sur environ 4 700 mètres carrés et quatre galeries ; environ 1 400 mètres carrés devaient être occupés par un théâtre restauré, un nouveau restaurant et des réserves. Dans la construction originale du bâtiment, le puits de lumière de la galerie principale avait été recouvert, ce qui compromettait les effets d’éclairage soigneusement articulés imaginés par Frank Lloyd Wright. Cela a changé en 1992 lorsque le puits de lumière a été restauré selon les plans d’origine.
Pour financer ces travaux, la fondation a vendu des œuvres de Kandinsky, Chagall et Modigliani pour lever 47 millions de dollars, ce qui provoqua de nombreuses oppositions, par exemple de la part du critique d'art Michael Kimmelman, dans le New York Times. Une autre controverse a eu lieu en 2000 lorsque le Guggenheim accueillit une grande rétrospective sur l’œuvre du styliste italien Giorgio Armani, un mécène important du musée.
Depuis 1998, Thomas Krens s’efforça d’étendre la présence internationale de la fondation Guggenheim en ouvrant des musées à l’étranger, : plusieurs filiales du Guggenheim furent ainsi inaugurées dans le monde à Venise, Bilbao, Berlin, Las Vegas. Thomas Krens a également été critiqué pour son style commercial et son populisme. Sarah Mahoney a commenté : 

« Krens a été à la fois loué et vilipendé pour avoir transformé ce qui était autrefois une petite institution new-yorkaise en une marque mondiale, créant ainsi la première institution artistique véritablement multinationale. ... Krens a transformé le Guggenheim en l’une des marques les plus connues dans le monde des arts. »

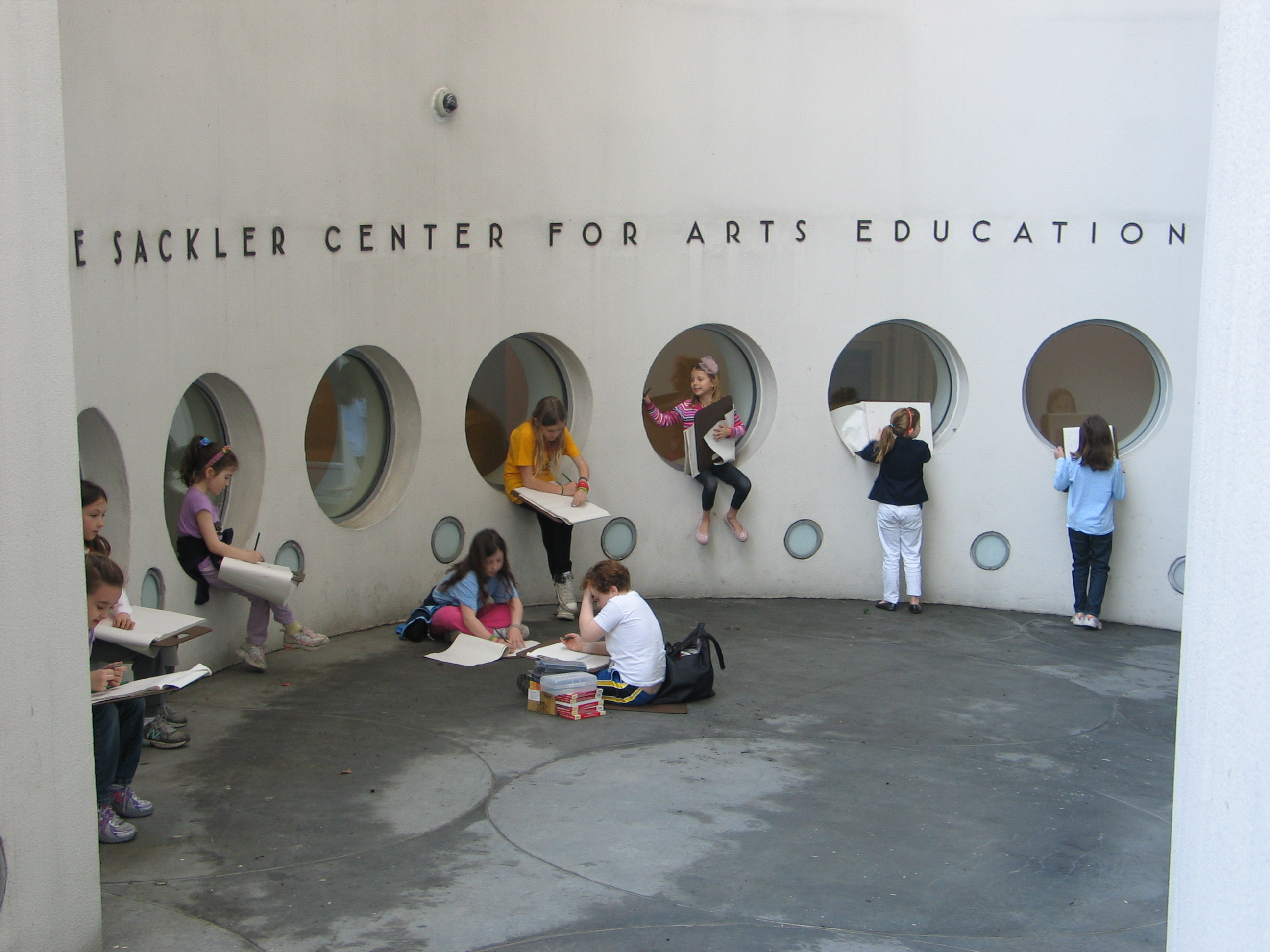
Des enfants qui dessinent à l’entrée du Sackler Center

Sous Thomas Krens, le musée a monté certaines de ses expositions les plus populaires : « Afrique : l’art d’un continent » en 1996 ; « Chine : 5 000 années » en 1998, « Brazil: Body & Soul » en 2001 ; et « L’Empire aztèque » en 2004. D'autre part, Thomas Krens a proposé au public des expositions atypiques, par exemple des installations d’art commercial de motos. En 2009, une rétrospective consacrée à Frank Lloyd Wright a été organisée à l’occasion du 50e anniversaire de l’ouverture du Guggenheim et a été l’exposition la plus populaire du musée depuis que ce dernier tient des statistiques de fréquentation en 1992.
En 2001, le musée a ouvert le Sackler Center for Arts Education, destiné à accueillir des conférences sur les arts visuels et de la scène. Il compte également des laboratoires, des espaces d’exposition ainsi qu'un théâtre de 266 places. Situé au niveau inférieur du musée, il a été financé grâce au don de la famille Mortimer D. Sackler. Toujours en 2001, la fondation a reçu un don de la grande collection de la Fondation Bohen, spécialisée dans le cinéma, la vidéo, la photographie et les nouveaux médias. Des œuvres de Pierre Huyghe et Sophie Calle appartiennent à cette collection.

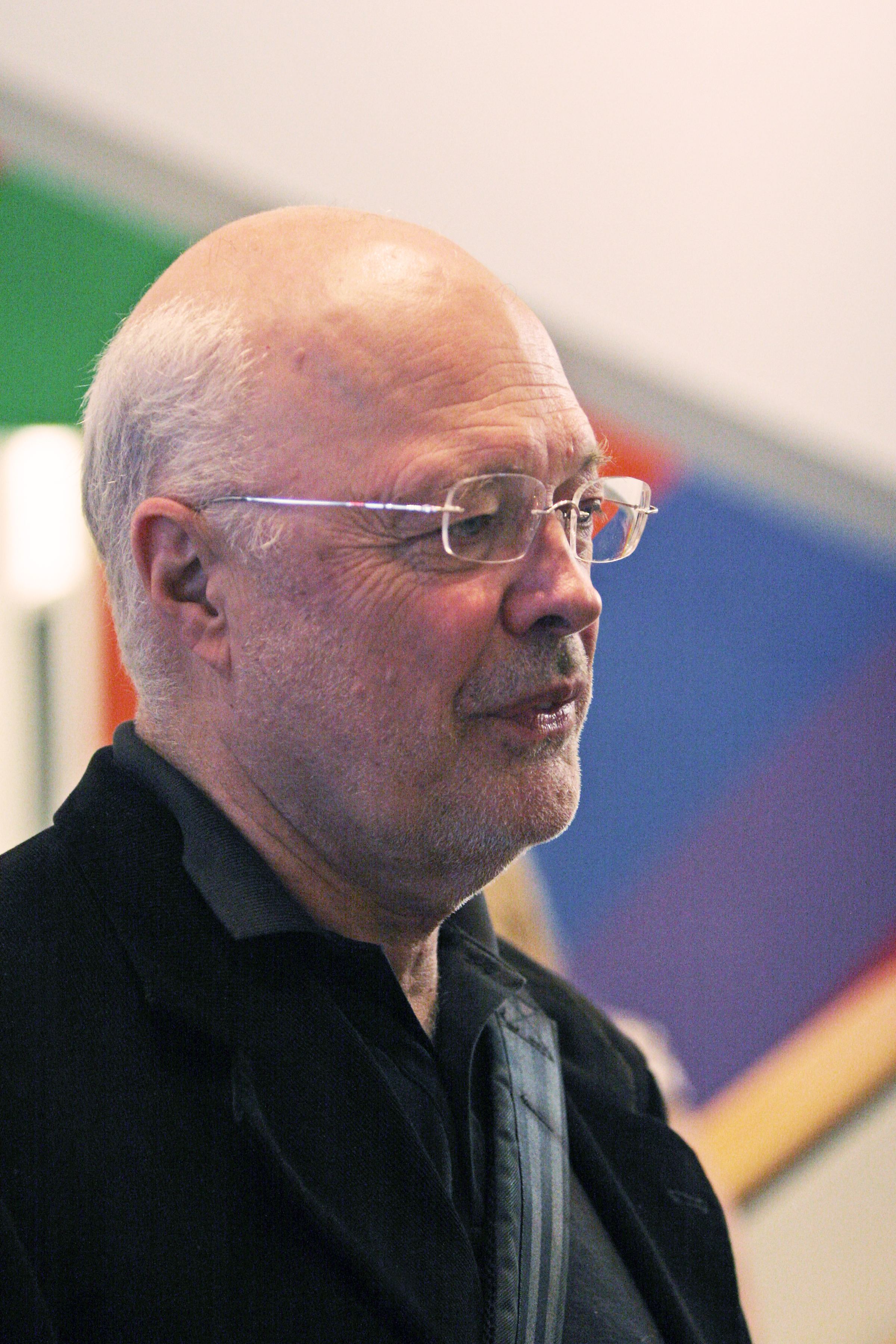
Thomas Krens en 2006.

C'est également sous Thomas Krens que d'autres recettes du musée ont été augmentées par des concessions aux quatre restaurants et cafés ainsi que par trois magasins et librairies. C'est aussi sous sa direction qu'un mini-musée Guggenheim ouvrit ses portes dans le quartier de SoHo, au sud de Manhattan, mais celui-ci finit par disparaître en 2001.
En 2005, Thomas Krens a remporté un litige avec le philanthrope milliardaire Peter B. Lewis, président du conseil d’administration de la fondation Guggenheim et le plus grand contributeur de l'histoire de la fondation. Lewis a démissionné du conseil d’administration, exprimant son opposition aux plans de Thomas Krens pour une expansion mondiale des musées Guggenheim. Toujours en 2005, Lisa Dennison, conservatrice de longue date du Guggenheim, a été nommée directrice du musée. Dennison a démissionné en juillet 2007 pour travailler à la maison de vente aux enchères Sotheby’s. Les tensions entre Thomas Krens et le conseil d’administration se sont poursuivies et, en février 2008, Krens a démissionné de son poste de directeur de la fondation, bien qu’il demeure conseiller pour les affaires internationales.

### Restauration extérieure (2005-2008)

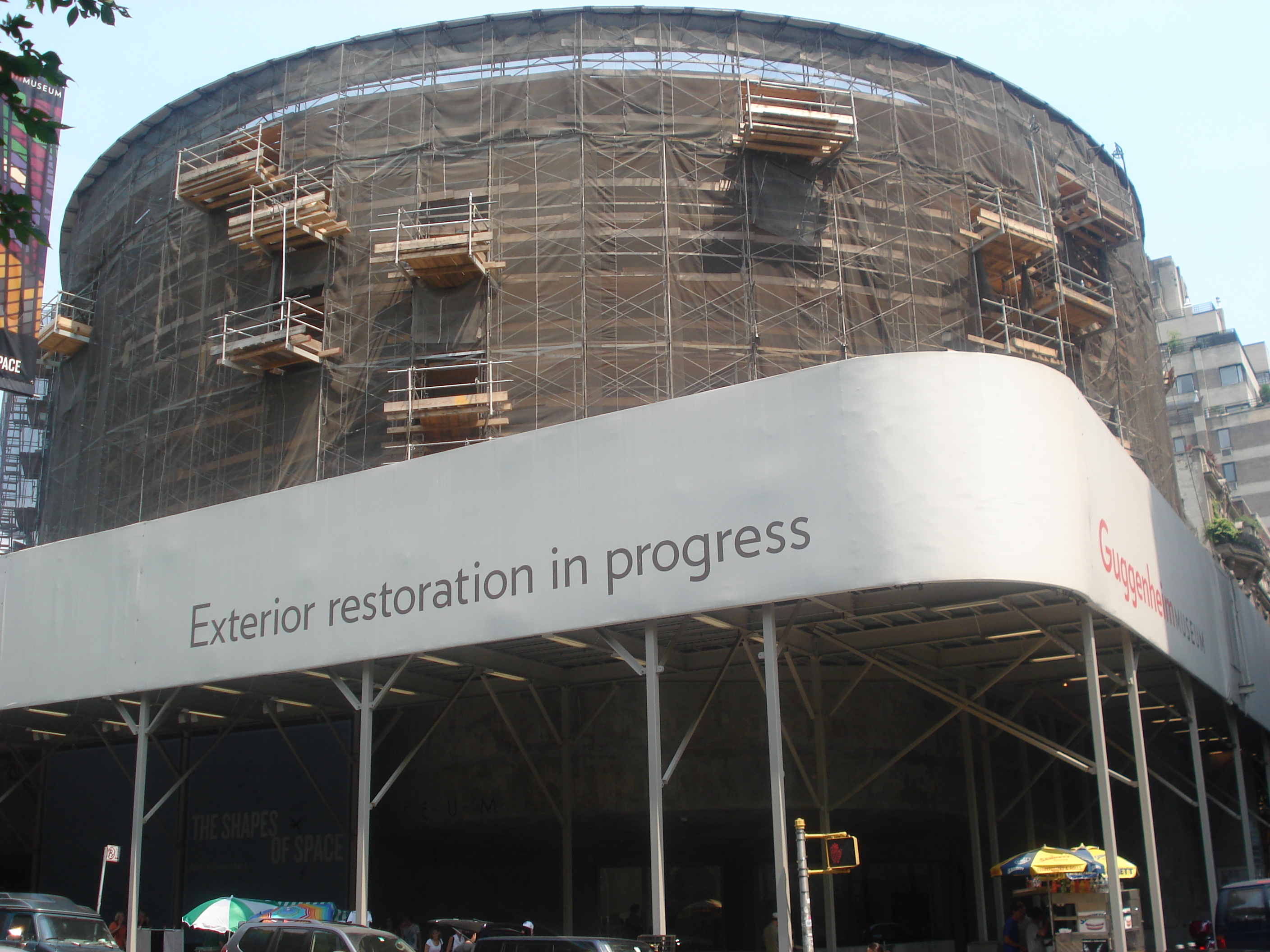
Le musée Guggenheim au moment de sa restauration (2007).

Entre septembre 2005 et juillet 2008, le musée Guggenheim a subi une importante restauration extérieure pour réparer les fissures et moderniser le bâtiment. Au cours de la première phase de ce projet, une équipe d’architectes spécialisés dans la restauration et d’ingénieurs en structure a procédé à une évaluation complète de l’état du bâtiment : cette évaluation a conclu que la structure était fondamentalement saine. Mais des travaux de rénovation étaient à envisager : l’enlèvement de la peinture d’origine a révélé des centaines de fissures causées principalement par les fluctuations de température ; la technologie d’écho d’impact, dans laquelle des ondes sonores sont envoyées dans le béton et le rebond est mesuré, a été utilisée pour localiser les vides à l’intérieur des murs ; des relevés au laser des surfaces extérieures et intérieures ont permis de réaliser un grand modèle laser. Des forages de carottes ont été entrepris pour recueillir des échantillons du béton d’origine.
La restauration de 2005-2008 portait principalement sur l’extérieur du bâtiment d’origine et de l’infrastructure. Cela comprenait les puits de lumière, les fenêtres, les portes, les façades en béton projeté et le trottoir extérieur, ainsi que la climatisation. L’objectif était de préserver autant que possible la structure d'origine du musée, tout en effectuant les réparations nécessaires. Onze couches de peinture ont été retirées, laissant apparaître la couleur originale des murs, le jaune-brun. Au total, la restauration a coûté près de 29 millions de dollars.
Le 22 septembre 2008, le Guggenheim a célébré l’achèvement du projet de restauration qui dura trois ans. Le maire de New York, Michael Bloomberg, a officié lors de la cérémonie. L'artiste Jenny Holzer a réalisé une œuvre intitulée For the Guggenheim, une projection lumineuse en l’honneur de Peter B. Lewis, qui a été un bienfaiteur majeur dans le projet de restauration du musée. Parmi les autres financeurs de la restauration de 29 millions de dollars figuraient le conseil d’administration de la Fondation Solomon R. Guggenheim et le département des affaires culturelles de la ville de New York. Un soutien supplémentaire a été fourni par l’État de New York et MAPEI Corporation. La même année que la restauration, en 2008, le musée a été inscrit sur la liste indicative au patrimoine mondial de l'Unesco.

### De 2008 à nos jours

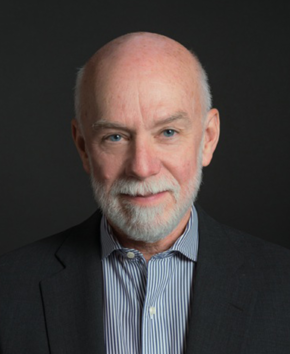
Richard Armstrong (2012).

Richard Armstrong est devenu le cinquième directeur du musée le 4 novembre 2008. Il avait été directeur du Carnegie Museum of Art à Pittsburgh, en Pennsylvanie, pendant douze ans, où il avait également été conservateur en chef et conservateur de l’art contemporain. La conservatrice en chef et directrice adjointe du musée était Nancy Spector.
En plus de ses collections permanentes, qui continuent de croître, la fondation administre des expositions de prêt et co-organise des expositions avec d’autres musées. En 2013, près de 1,2 million de personnes ont visité le musée, et son exposition James Turrell a été la plus populaire à New York quant à la fréquentation quotidienne.
À l'instar de la Tate Gallery de Londres, le Guggenheim de New York refuse tout nouveau don de la famille Sackler, en raison de sa responsabilité dans la crise des opiacés aux États-Unis.

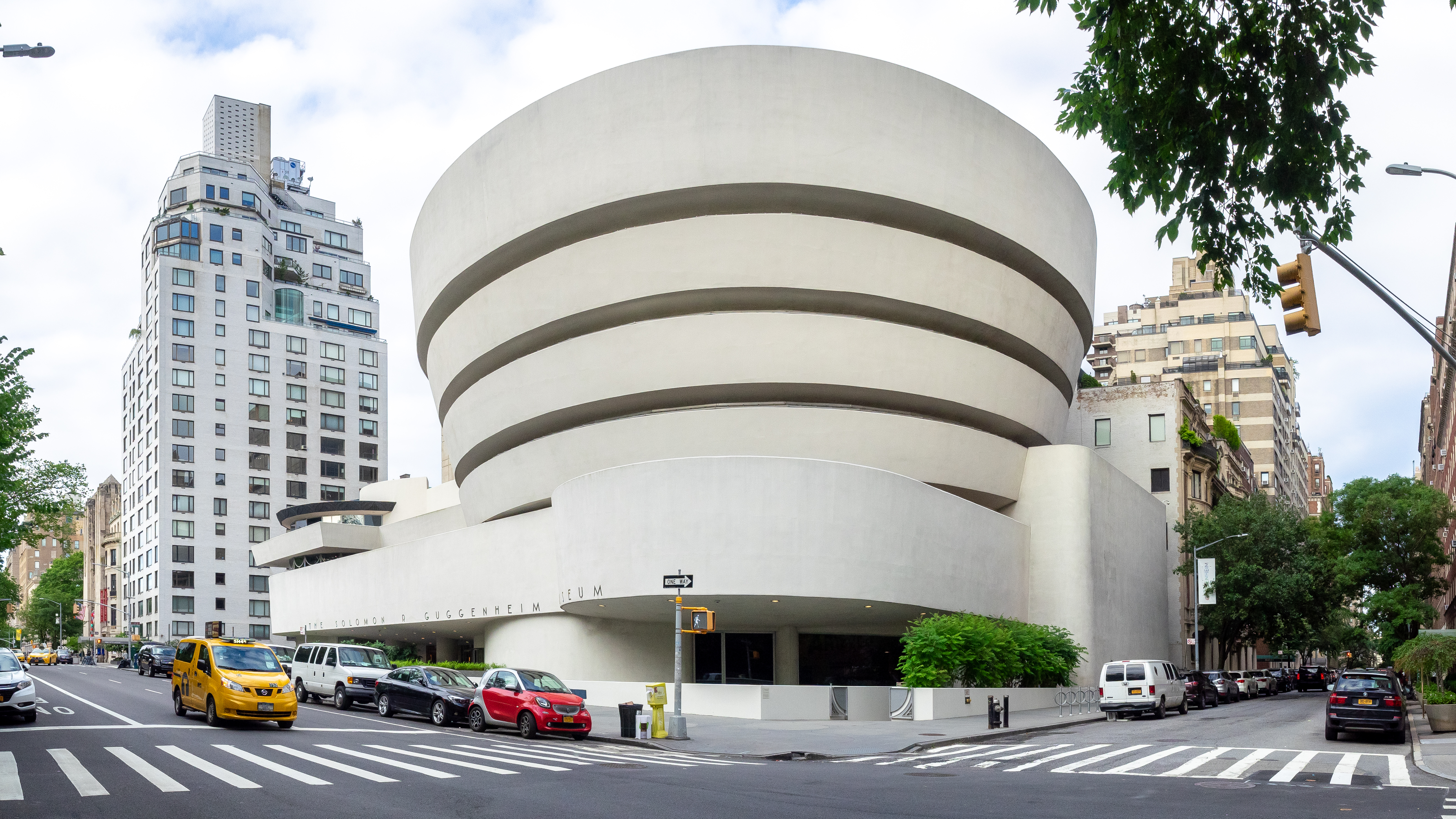
Le Guggenheim : à gauche, la Cinquième Avenue, à droite le est.

## Description

### Extérieur

#### Site
Le Guggenheim se trouve au milieu du borough de Manhattan à New York, dans le quartier de l'Upper East Side et dans le district historique de Carnegie Hill. Il s'ouvre à l'ouest sur la Cinquième Avenue et Central Park ; au nord sur la 89e Rue Est ; au sud sur la 88e Rue Est. Il fait partie du « Museum Mile », une section de la Cinquième Avenue entre les 82e et 110e rues qui abrite neuf musées de la ville. L'entrée pour les visiteurs  se trouve au 1071 de la Cinquième Avenue. Le musée est accessible par le métro (lignes 4, 5, 6, et Q) et le bus (lignes M1, M2, M3, or M4).
Le quartier se caractérise par une série de blocs occupés par des immeubles d'habitation relativement uniformes. Le Guggenheim occupe un quart de son îlot. Il présente une rupture avec cet environnement urbain: l'espace est plus ouvert, laisse la lumière du soleil entrer plus facilement, surtout l'après-midi car les bâtiments s'ouvrent sur l'ouest. Le musée se trouve à l'est de Central Park, dont la proximité offre un îlot de nature et de calme au sein de New York. L'architecture organique voulue par Frank Lloyd Wright est en harmonie avec le vaste parc voisin, même si Wright aurait préféré un autre site, à l'extérieur de la ville. L'architecte souhaitait donner à l'ensemble muséal un aspect monumental. Ce dernier présente une allure relativement fermée sur l'extérieur.

#### Rotonde principale

La rotonde (au premier plan de la photographie)

Le plan est organisé autour de trois structures principales : la rotonde principale au sud, une rotonde plus petite au nord-ouest (dans le Thannhauser building ou Monitor) et l'annexe rectangulaire au nord-est, dessiné par le cabinet Gwathmey Siegel Associates et ouvert en 1992. L'architecture de Wright est en opposition à l'allure générale de Manhattan : alors que les immeubles sont rectangulaires et verticaux avec de nombreuses fenêtres, le Guggenheim a une allure circulaire, horizontale ; sa façade lisse, sans fenêtres, donne l'impression d'un édifice relativement fermé sur l'extérieur,. « Premier grand geste de la création architecturale contemporaine en matière de musée », le Guggenheim marque l'histoire de l'architecture muséale.
La grande rotonde aux murs gris pâle évoque un ruban blanc qui s'élargit progressivement du bas vers le haut, à l'image d'une ziggourat inversée. Sa forme se rapproche du modèle du Panthéon de Rome ainsi que de l’architecture expressionniste allemande de Bruno Taut et d’Hans Scharoun. Une petite tuile rouge comporte les initiales de Frank Lloyd Wright qui sont visibles de l’extérieur du Guggenheim. La rotonde inspira plusieurs bâtiments : 

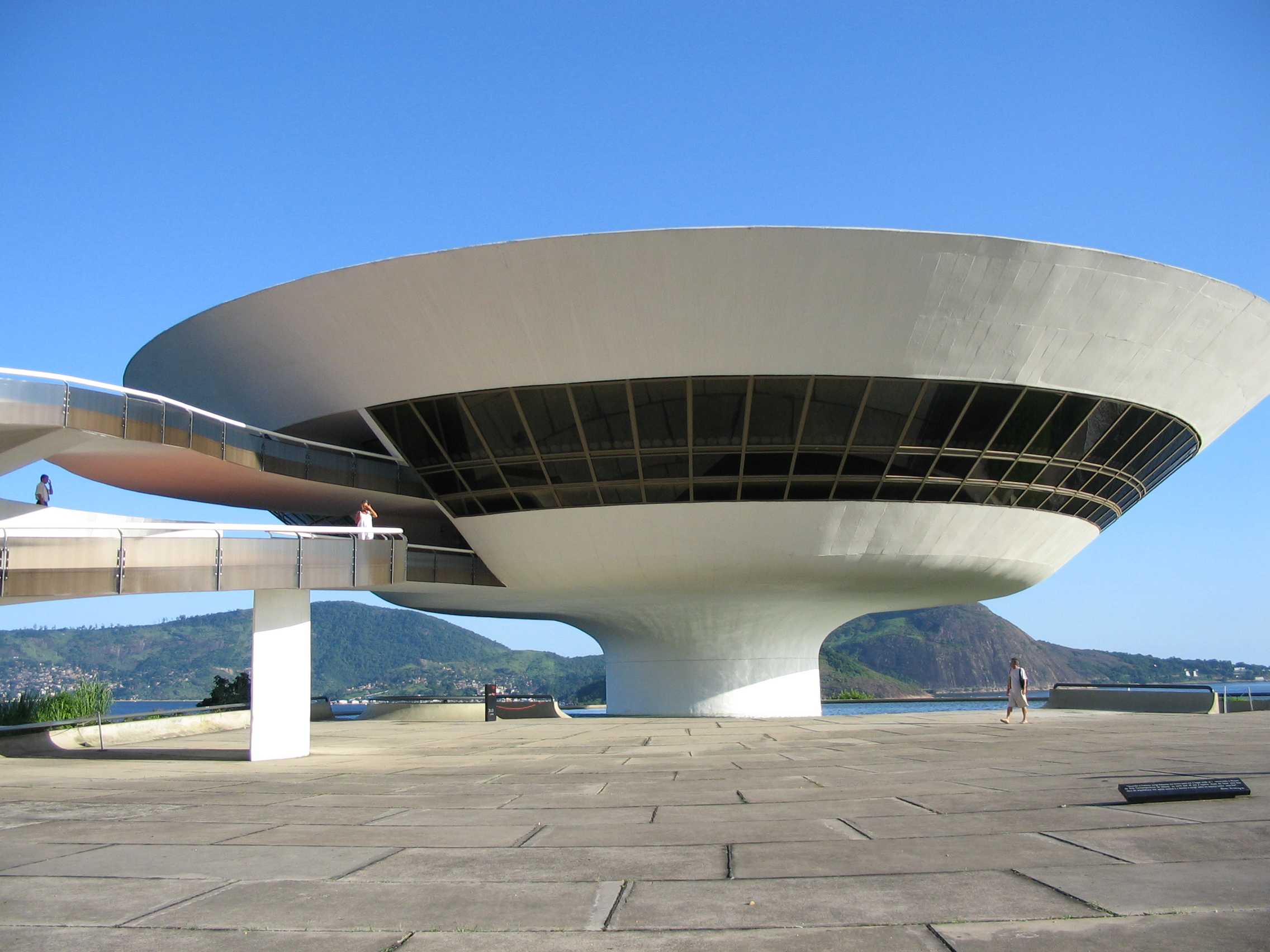
Musée d'Art contemporain de Niterói, Brésil. L'architecte Oscar Niemeyer s'inspire de la rotonde du musée Guggenheim.

- le Musée d'Art contemporain de Niterói de l'architecte brésilien Oscar Niemeyer (situé près Rio de Janeiro, 1996)[56] ;
- le Museu Nacional Honestino Guimarães (2006)[56] ;
- la Fundação Iberê Camargo d'Alvaro Siza (Porto Alegre, 2008)[56] ;
- l'Hirshhorn Museum and Sculpture Garden (Washington, 1974)[56].

#### Autres bâtiments
L'annexe dessinée par le cabinet Gwathmey Siegel Associates compte dix étages. Achevée en 1992, la tour de plan rectangulaire abrite des salles d'exposition et d’autres espaces fonctionnels. Habillé d'un parement en calcaire, elle se dresse derrière et plus haut que la grande rotonde. Les espaces d'exposition, aux murs plats, s'étendent sur environ 4 700 mètres carrés et quatre galeries ; environ 1 400 mètres carrés sont occupés par un théâtre restauré, un nouveau restaurant et des réserves.

### Intérieur
L'extérieur de l'entrée est plutôt simple, mais, en entrant, le regard est immédiatement attiré par la verrière de la rotonde qui diffuse une lumière zénithale. Les œuvres d'art ne sont pas visibles depuis le sol, comme si le bâtiment était lui-même la première œuvre d'art à admirer. L'espace central du rez-de-chaussée, un atrium, donne accès aux caisses et aux ascenseurs qui permettent de voir les collections.

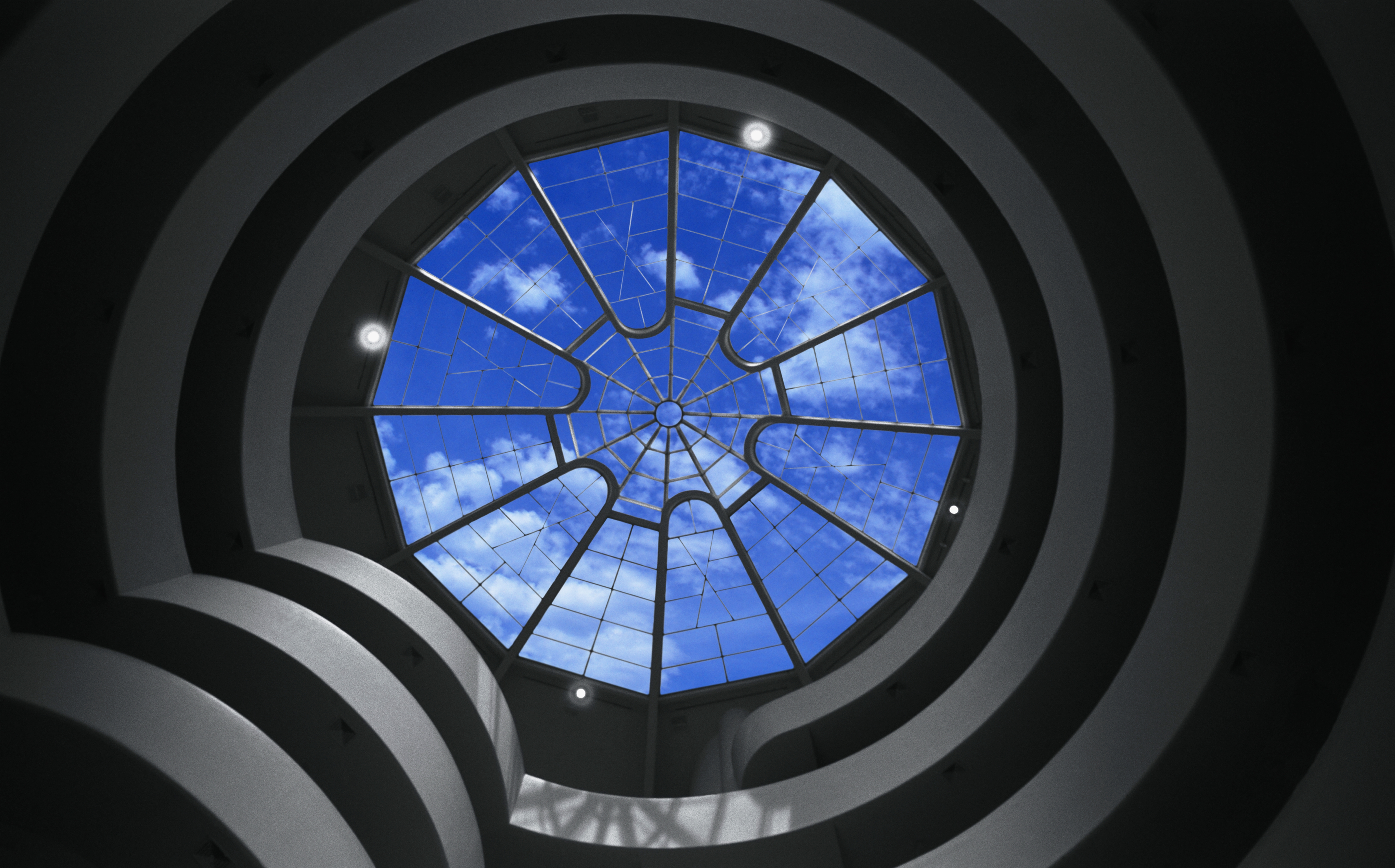
La verrière au-dessus de l'atrium à l'intérieur de la rotonde
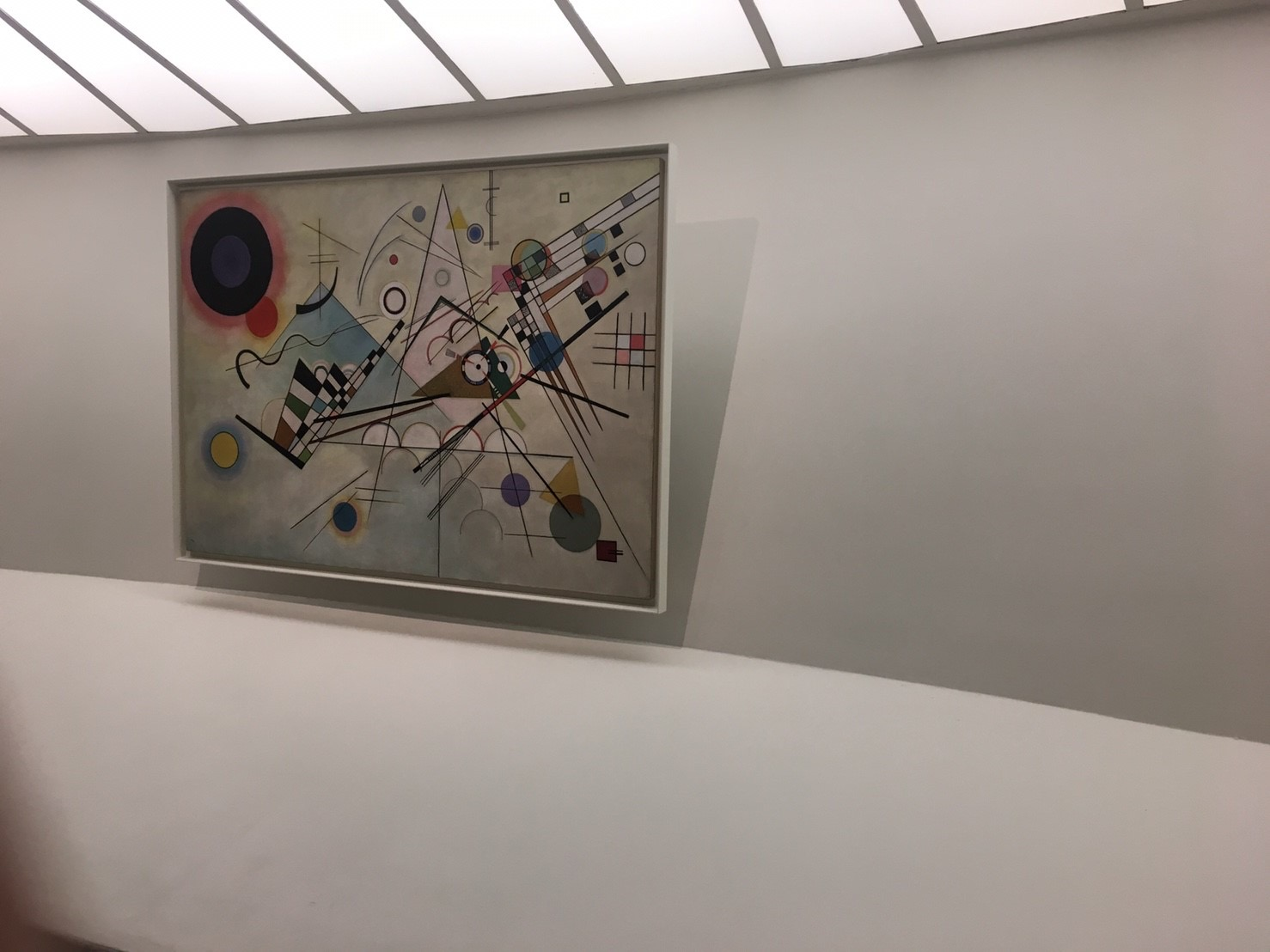
Les tableaux doivent être accrochés de façon inclinée pour présenter un bon angle de vue au visiteur. Sur cette photographie, un tableau de Kandinsky.
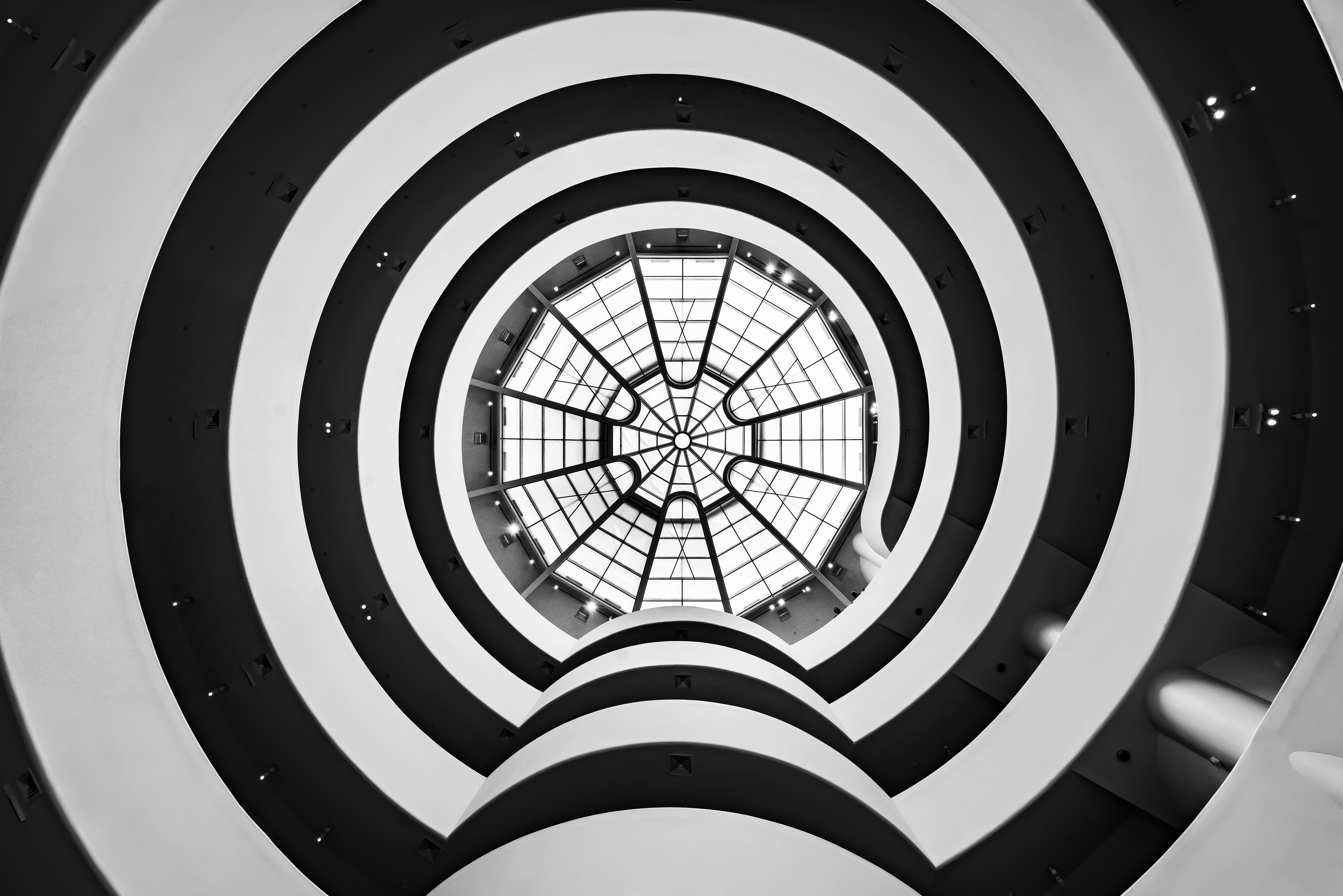
L'atrium à  l'intérieur du musée.

La rotonde mesure 29 mètres de haut. Les murs à l'intérieur sont de couleur ivoire, comme le voulait Wright. Le niveau le plus haut sous la rotonde est le niveau 6. Les formes utilisées dans le musée se font écho : des colonnes de forme ovale, par exemple, rappellent la géométrie de la fontaine. La circularité est le leitmotiv, de la rotonde à la conception incrustée des sols en terrazzo,.
La rampe mesure 430 mètres de longueur au total, son inclinaison est de 18 degrés. Le parapet de sécurité est assez bas : il mesure moins d'un mètre de hauteur. Un niveau correspond à un tour de cercle de la rotonde. À chaque niveau se trouve un accès à l'ascenseur. La rampe inclinée représente l'élément le plus novateur du Guggenheim. Elle bouleverse la tradition muséale qui prévoyait une suite d'espaces avec des œuvres exposées selon des critères chronologiques ou thématiques. En descendant la rampe, le visiteur rencontre sur sa gauche des entrées vers des galeries qui font partie de l'annexe ajoutée en 1992. Les murs sont parallèles à la différence de la rotonde. Une vingtaine de pièces s’ouvrent sur la rampe inclinée et proposent des salles d'exposition plus classiques.
Le Sackler Center for Arts Education est un bâtiment de 760 mètres carrés qui propose des cours et des conférences sur les arts visuels et de la scène. Ses laboratoires, ses espaces d’exposition, ses salles de conférence et son théâtre Peter B. Lewis de 266 places permettent au public d’interagir avec les collections et les expositions du musée. Il est situé au niveau inférieur du musée, en dessous de la grande rotonde et a été financé grâce au don de la famille Mortimer D. Sackler.
Le Thannhauser building est constitué de petites galeries au plafond bas. Il est accessible par le niveau 2 et fait partie du Monitor, la plus petite des deux rotondes. Il expose des peintures et des sculptures d'artistes européens des XIXe et XXe siècles. Le rez-de-chaussée abrite des bureaux, des espaces pédagogiques et un théâtre de plan circulaire.

## Gestion et politique culturelle

### Fréquentation et budget

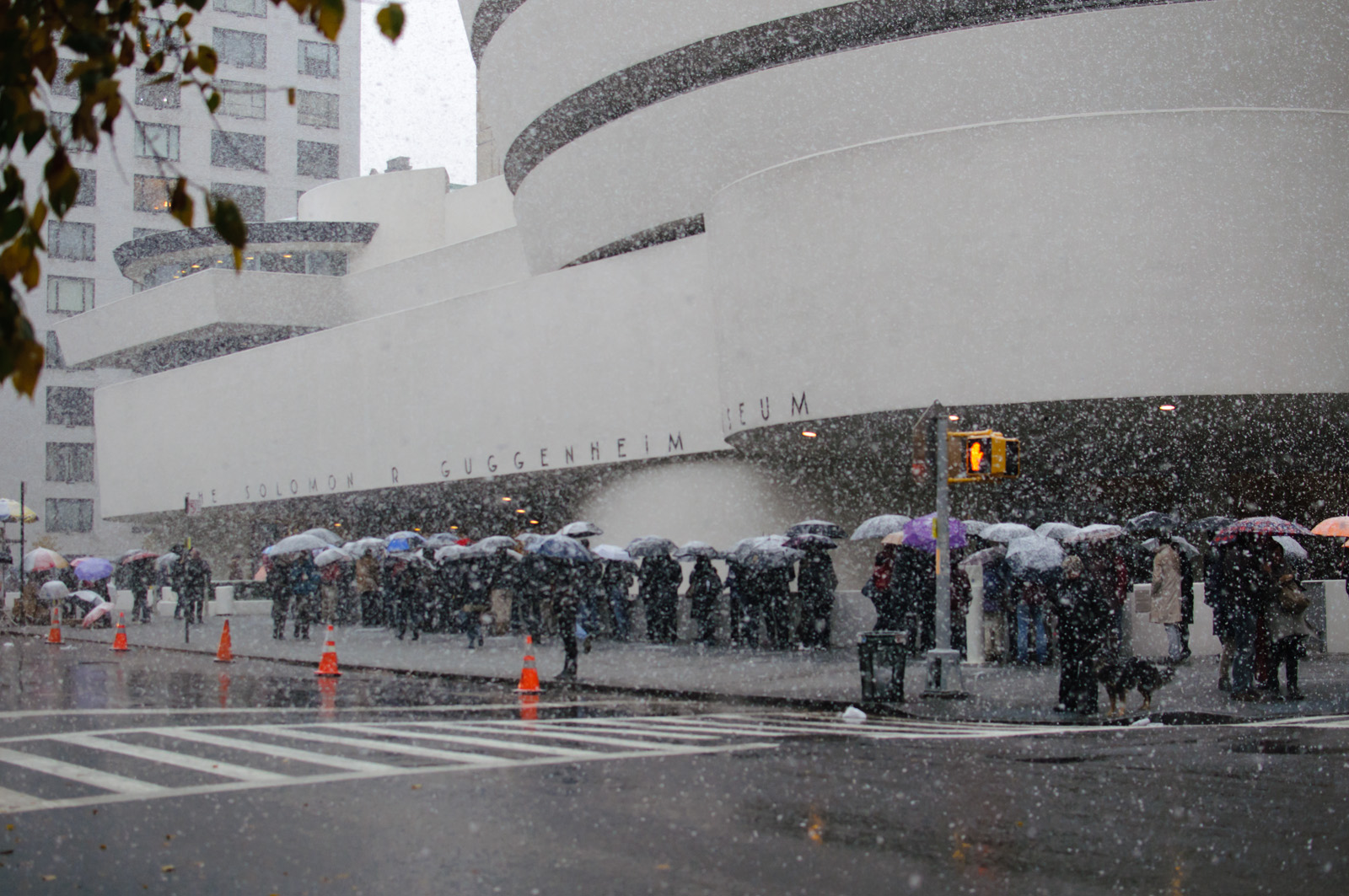
File des visiteurs (octobre 2011)

Dans les neuf premiers mois d'ouverture du musée au public (1959-1960), la fréquentation atteignait 750 000 visiteurs. Dans les années qui précèdent la crise du covid, la fréquentation annuelle s'élevait à plus de 1,1 million de visiteurs. En 2019, le compte Twitter du Guggenheim affiche un million d'abonnés, son compte Instagram 1,9 million et sa page Facebook 822 000 de likes.
Le Musée Guggenheim de New York est la propriété de la Fondation Solomon R. Guggenheim. Le budget pour l'année 2018 est de 45,5 millions de dollars. Les recettes proviennent à 30 % des entrées, 17 % des donations, 16 % des expositions et des projets sponsorisés, 14 % des ventes et des publications, 8 % des 12 500 adhérents du musée, 7 % des revenus d'investissements, 4 % des visites de sites externes au Guggenheim, 1 % du restaurant, 3 % de ressources diverses. En 2019, la Fondation Guggenheim envisage une campagne d'investissement pour un total de 128,2 millions de dollars pour financer des fonds de dotation (endowment) et pour des projets éducatifs.
Le Guggenheim, dont le financement est majoritairement privé, a entrepris le premier l’exportation payante de leurs collections. L'institution possède un réseau de filiales à l'étranger :
- le musée Guggenheim de Bilbao, en Espagne ;
- la collection Peggy Guggenheim de Venise ;
- le musée Guggenheim Abou Dabi à Abou Dabi, aux Émirats arabes unis, dont l'ouverture est prévue en 2022 ;
- l'ancien musée Deutsche Guggenheim de Berlin (fermé en 2013).

Plusieurs de ces filiales ont fermé leurs portes, ou leur projet a été abandonné : 
- l'ancien musée Guggenheim Hermitage Museum du Venetian à Las Vegas, aux États-Unis (2001, fermé en 2008) ;
- l'ancien musée Guggenheim Museum SoHo à New York (1992, fermé en 2001) ;
- le projet abandonné en décembre 2016 de Guggenheim Helsinki, en Finlande ;
- le projet abandonné en octobre 2009 de Guggenheim Guadalajara à Guadalajara (Mexique) ;
- le projet abandonné en 2010 de musée Guggenheim Hermitage à Vilnius, en Lituanie.

### Politique tarifaire et services aux publics

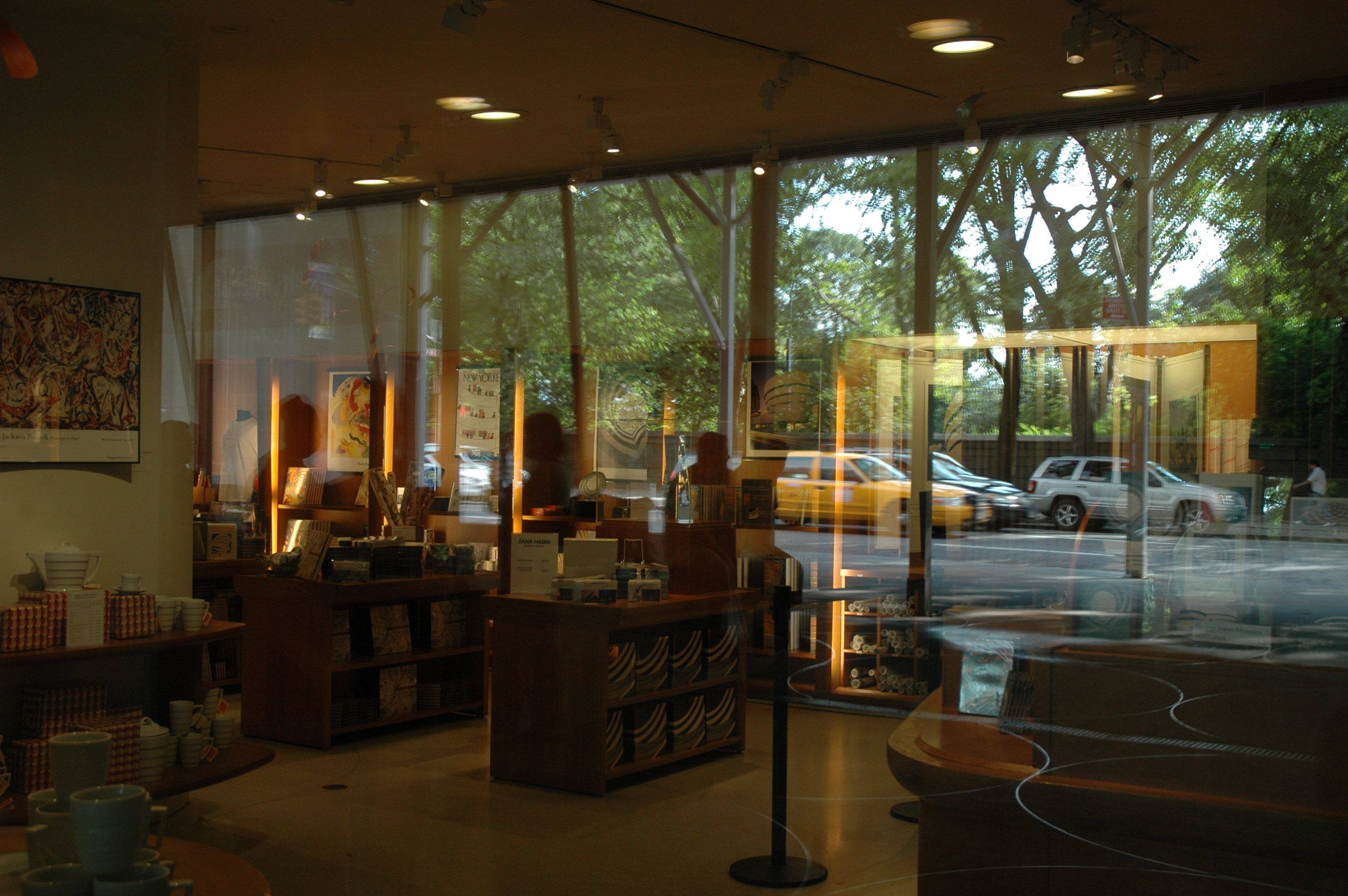
La boutique du musée offre une vue sur Central Park.

En 2022, l'entrée au Guggenheim se fait au prix de vingt-cinq dollars pour les adultes, dix-huit dollars pour les étudiants, les retraités ainsi que les handicapés ; il est gratuit pour les membres du musée et les enfants de moins de douze ans.
Le Café Rebay est ouvert du jeudi au lundi entre 11 heures et 15 h 30 : il permet aux visiteurs de se restaurer tout en ayant un point de vue sur Central Park.

## Les collections

### Les collections permanentes
Les collections permanentes du Guggenheim comptent environ 8 000 œuvres. Le musée compte en 2005 environ 6 000 œuvres dont 3 % seulement sont exposées. Contrairement à la plupart des musées d'art, le Guggenheim ne se divise pas en départements consacrés à des mediums ou à des époques spécifiques. La collection est plutôt conçue comme un ensemble intégré qui est continuellement amélioré par de nouvelles œuvres achetées ou léguées. On distingue néanmoins la collection d'origine (Solomon R. Guggenheim Founding Collection) composée d'environ 600 œuvres données au musée par Salomon Guggenheim entre 1937 et 1949. D'autres collections se sont ajoutées par la suite : les collections Thannhauser, Panza, Karl Nierendorf Estate, Katherine S. Dreier Bequest, Hilla de Rebay, Robert Mapplethorpe Foundation Gift, Bohen Foundation Gift.

### La collection Thannhauser

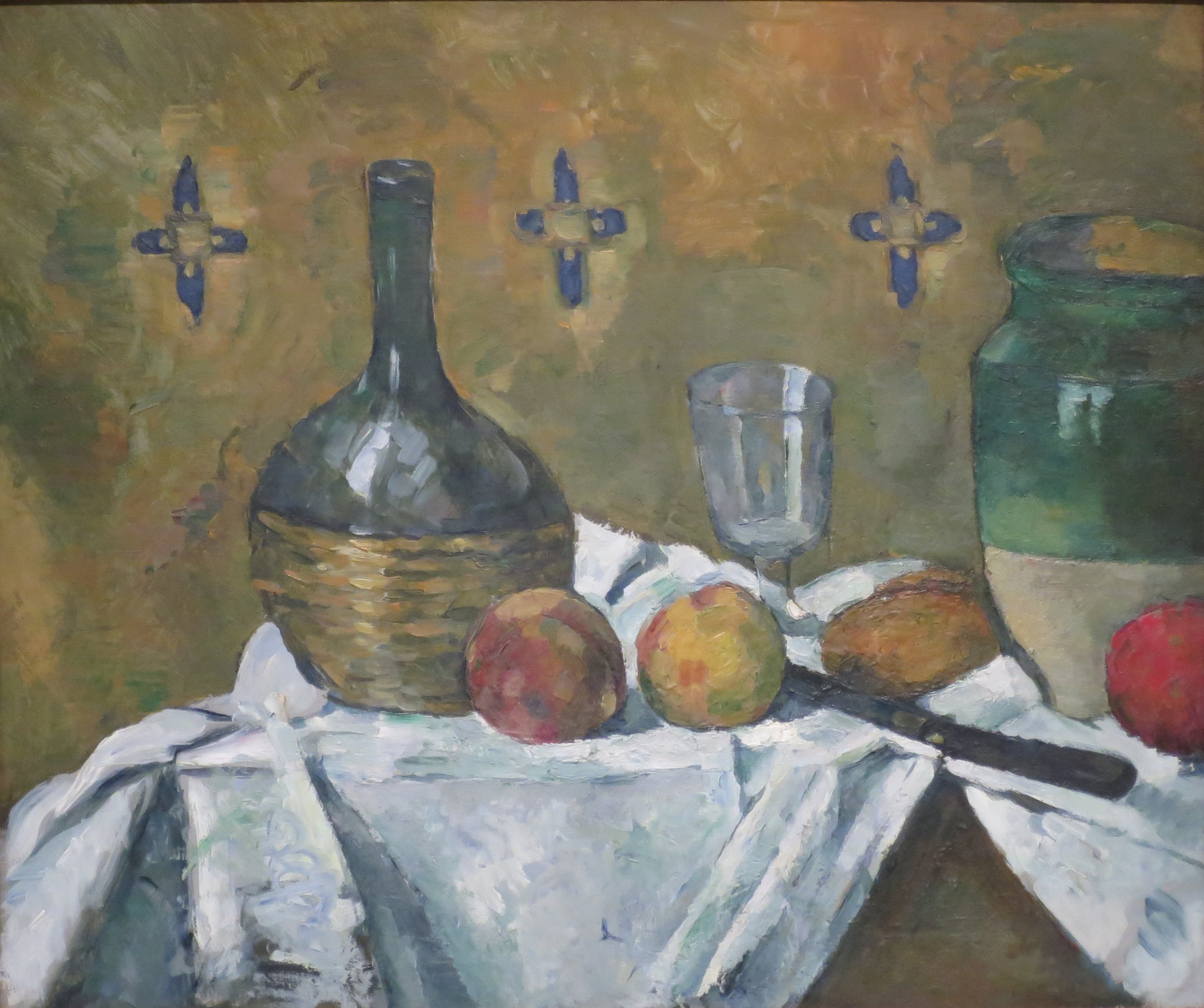
Paul Cézanne, Nature morte : flacon, verre et cruche, vers 1877. Collection Thannhauser.

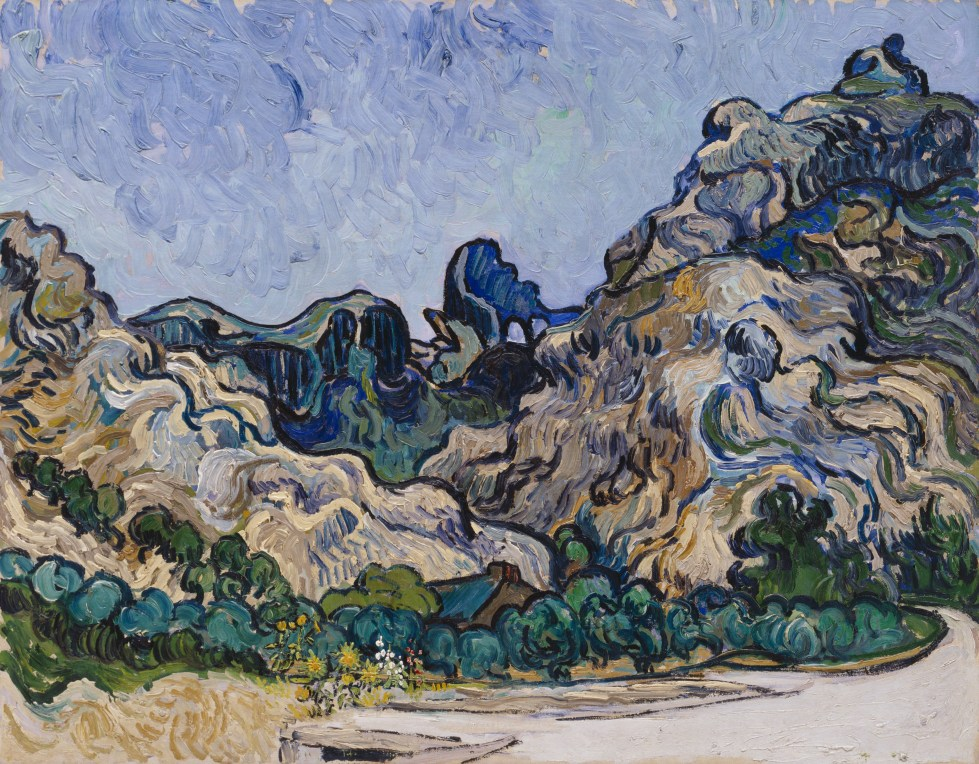
Vincent Van Gogh, Paysage de montagne à Saint Rémy, 1889. Collection Thannhauser.

La collection Thannhauser se trouve dans la petite rotonde du musée. Elle présente des peintures et des sculptures d'artistes européens des XIXe et XXe siècles, à une époque où les artistes cherchaient à s'émanciper des règles de l'académisme et à introduire de nouveaux sujets. Formée par le collectionneur et marchand d’art Justin Thannhauser (1892-1976), elle comprend des œuvres d’artistes comme Edgar Degas, Édouard Manet et Vincent van Gogh, et plus de trente œuvres de Pablo Picasso. Elle présente surtout deux mouvements artistiques : l'impressionnisme et le postimpressionnisme. Justin Thannhauser était l'un des promoteurs de l’art moderne en Europe et aux États-Unis au début du XXe siècle. Il a légué une partie de sa collection au musée Guggenheim. Sa veuve, Hilde Thannhauser, a ensuite fait des dons supplémentaires. Parmi les principales œuvres exposées, on peut citer :
- Georges Braque, Paysage près d’Anvers, 1906 ;
- Toulouse-Lautrec, Au Salon, 1893 ;
- Camille Pissarro, L’Ermitage de Pontoise, vers 1867 ;
- Paul Cézanne, Nature morte : flacon, verre et cruche, vers 1877 ;
- Vincent Van Gogh, Paysage de Montagne à Saint-Remy, 1889 ;
- Edgar Degas, Danseuses en vert et jaune, vers 1903 ;
- Paul Gauguin, Dans la vanillère, homme et cheval, 1891 ;
- Pierre-Auguste Renoir, La Femme à la perruche ;
- Édouard Vuillard, Place Ventimille, vers 1908-1910 ;
- Claude Monet, Le Palais des doges vu de Saint-Georges Majeur, 1908.

### Collection Panza
Entre 1990 et 1992, le Guggenheim acquit par achats et donations plus de 350 œuvres d'art minimaliste, post-minimaliste et conceptuel de la célèbre collection de Giuseppe Panza di Biumo. Connue pour être une des plus importantes collections d'art américain des années 1960 et 1970, l'ensemble permet au musée d'étendre son patrimoine à l'art contemporain. La collection Panza s'inscrit dans la continuité  de la mission fondatrice du Guggenheim, à savoir de collecter et de promouvoir l’art abstrait. Elle propose aux visiteurs des œuvres de Carl Andre, Dan Flavin, Donald Judd, Bruce Nauman, Richard Serra, James Turrell, Lawrence Weiner, etc. En 2010, le musée Guggenheim lance le projet baptisé « Panza Collection Initiative », financé par une subvention visant à assurer la préservation à long terme et l’exposition future des œuvres d’art de cette collection.

### Patrimoine Karl Nierendorf
En 1948, la Fondation Guggenheim achète la succession du marchand d’art new-yorkais Karl Nierendorf (1889-1947). Des œuvres expressionnistes allemandes et autrichiennes, telles que Chevalier errant (1915) d’Oskar Kokoschka, et des peintures surréalistes telles que Personnage (1925) de Joan Miró, font leur entrée dans le musée. Plus de cinquante peintures et œuvres sur papier de Paul Klee, dont Ballon rouge (1922), viennent enrichir le patrimoine muséal. Des peintures d’Adolph Gottlieb, un artiste du mouvement de l’expressionnisme abstrait, rejoignent également les collections du Guggenheim.

### Legs Katherine S. Dreier
En 1953, le Guggenheim reçoit un legs de l’une des figures les plus influentes de l’art du XXe siècle, Katherine S. Dreier (1877-1952), qui, avec Marcel Duchamp et Man Ray, avait fondé la Société Anonyme. Parmi les 33 œuvres reçues, les plus importantes sont La petite fille française (1914-18) de Constantin Brancusi, Femme Vase II (1919) d’Alexandre Archipenko, un mobile (1935) d’Alexander Calder, une nature morte de Juan Gris intitulée Journal et plat de fruits (1916), ainsi que deux collages de 1920 et 1921 du dadaïste allemand Kurt Schwitters.

### Collection Hilla de Rebay
Grâce à ses contacts avec les artistes de son temps, Hilla Rebay, première directrice et conservatrice du Guggenheim a constitué sa propre collection d’art moderne. Une partie de sa succession, qui comprenait des œuvres de Vasily Kandinsky, Paul Klee, Piet Mondrian et Kurt Schwitters, a été donnée au musée Solomon R. Guggenheim quatre ans après la mort de Rebay en 1967.

### Don de la fondation Robert Mapplethorpe
En 1992, la Fondation Robert Mapplethorpe a choisi la Fondation Guggenheim pour être la récipiendaire d’environ deux cents des plus belles photographies et œuvres de Mapplethorpe. Réalisé en plusieurs étapes entre 1993 et 1998, le don a fait du Guggenheim l’un des dépôts publics les plus complets de l’œuvre de ce photographe américain.

### Don de la fondation Bohen
En 2001, la Fondation Bohen, une organisation caritative privée qui commande créations artistiques en mettant l’accent sur le cinéma, la vidéo et les nouveaux médias, a donné au Guggenheim ses collections. Ces dernières comportaient quelque 275 œuvres de 45 artistes contemporains. Elles incluent des œuvres photographiques de Hiroshi Sugimoto, Sam Taylor-Wood et Sophie Calle à des installations de grande taille comme les installations vidéo d’Iñigo Manglano-Ovalle, Pierre Huyghe et Willie Doherty.

## Demandes de restitution
En 2007, les héritiers du banquier berlinois Paul von Mendelssohn-Bartholdy ont intenté une action en justice en vue de la restitution d'un tableau de Pablo Picasso, Le Moulin de la Galette,,. En 2018, le musée a restitué un tableau de Ernst Ludwig Kirchner, Das Soldatenbad (Le bain des soldats ou Artillerymen) aux héritiers de Alfred Flechtheim, un galeriste juif qui fut spolié par les Nazis,. En 2023 les héritiers d'un collectionneur Juif allemand du nom de Karl Adler ont deposé une plainte contre le Guggenheim affirmant que "La Repasseuse", un tableau de Picasso, a été vendu sous la contrainte Nazi en 1938.

### Quelques œuvres du musée Guggenheim de New York

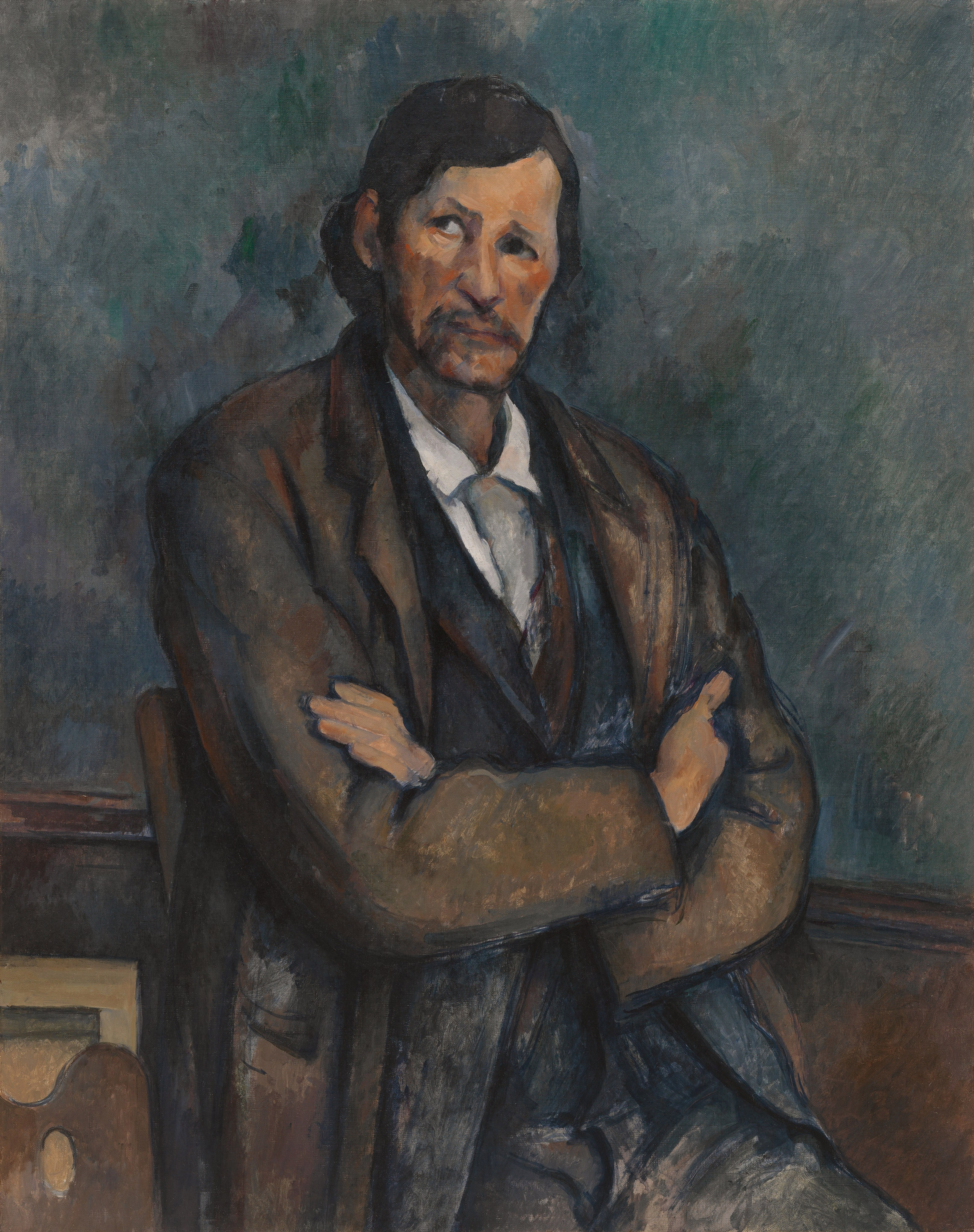
Paul Cézanne, c.1899, Homme aux bras croisés, huile sur toile, 92 × 72,7 cm.
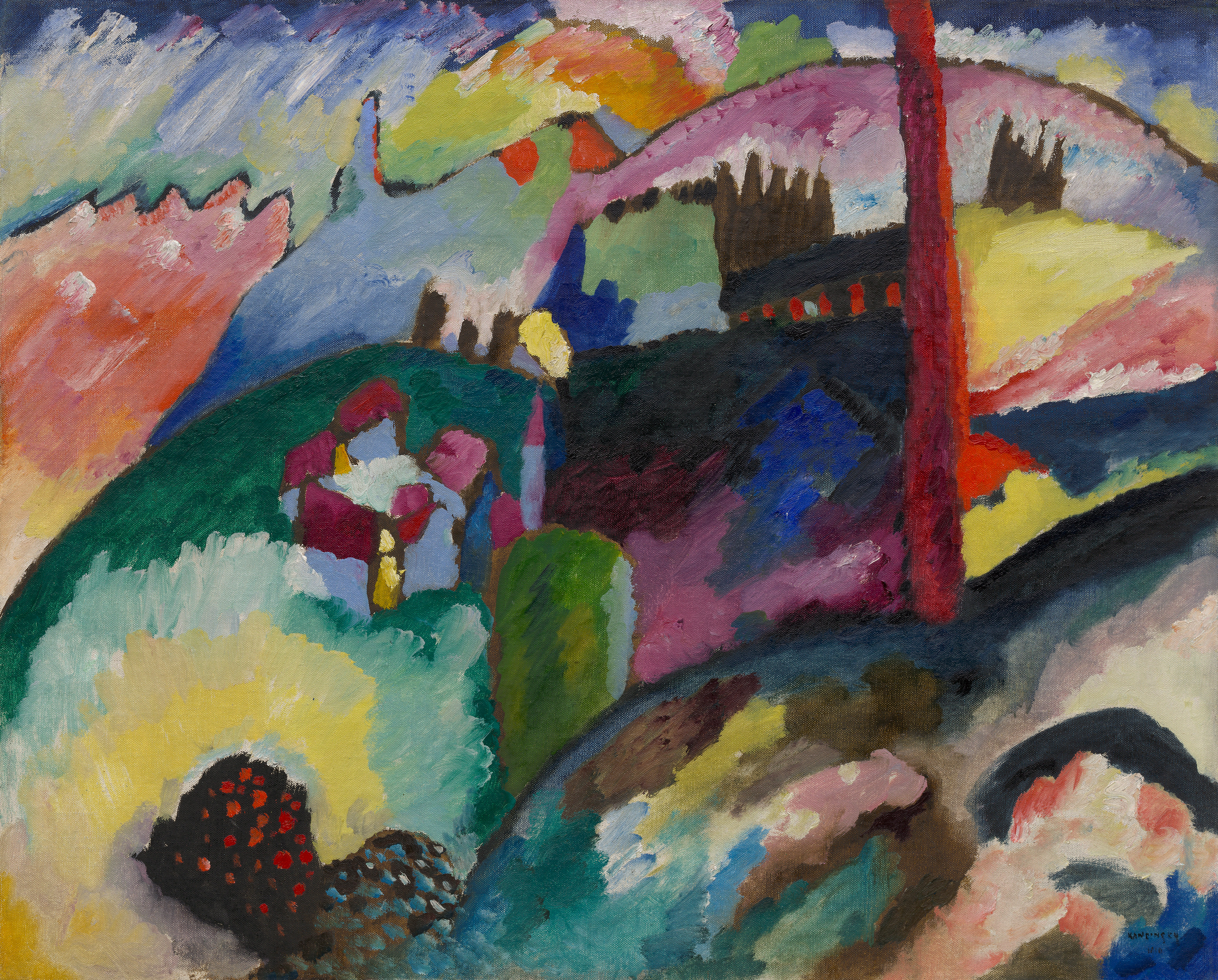
Vassily Kandinsky, 1910, Paysage avec cheminée d'usine, huile sur toile, 66,2 × 82 cm.
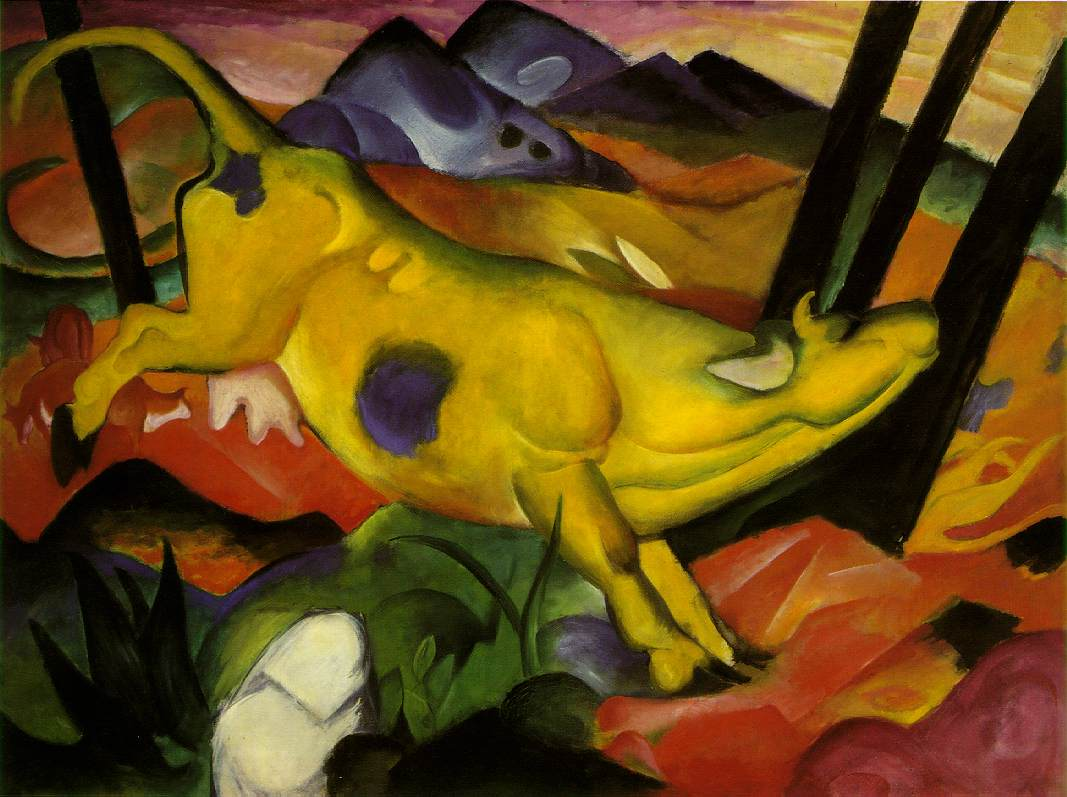
Franz Marc, 1911, La vache jaune, huile sur toile, 140,5 × 189,2 cm.
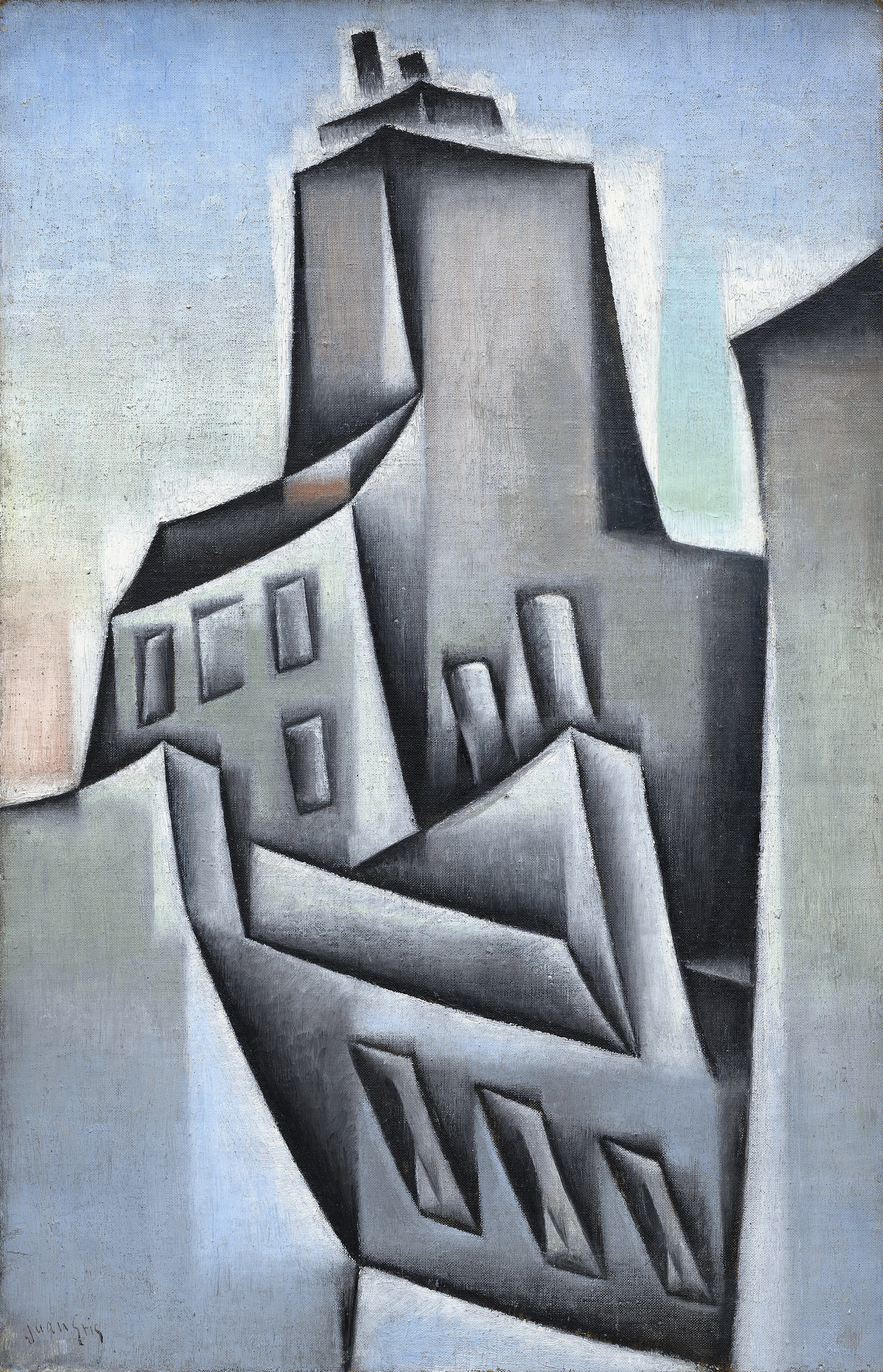
Juan Gris, 1911, Maisons à Paris, 1911, huile sur toile, 52,4 × 34,2 cm.
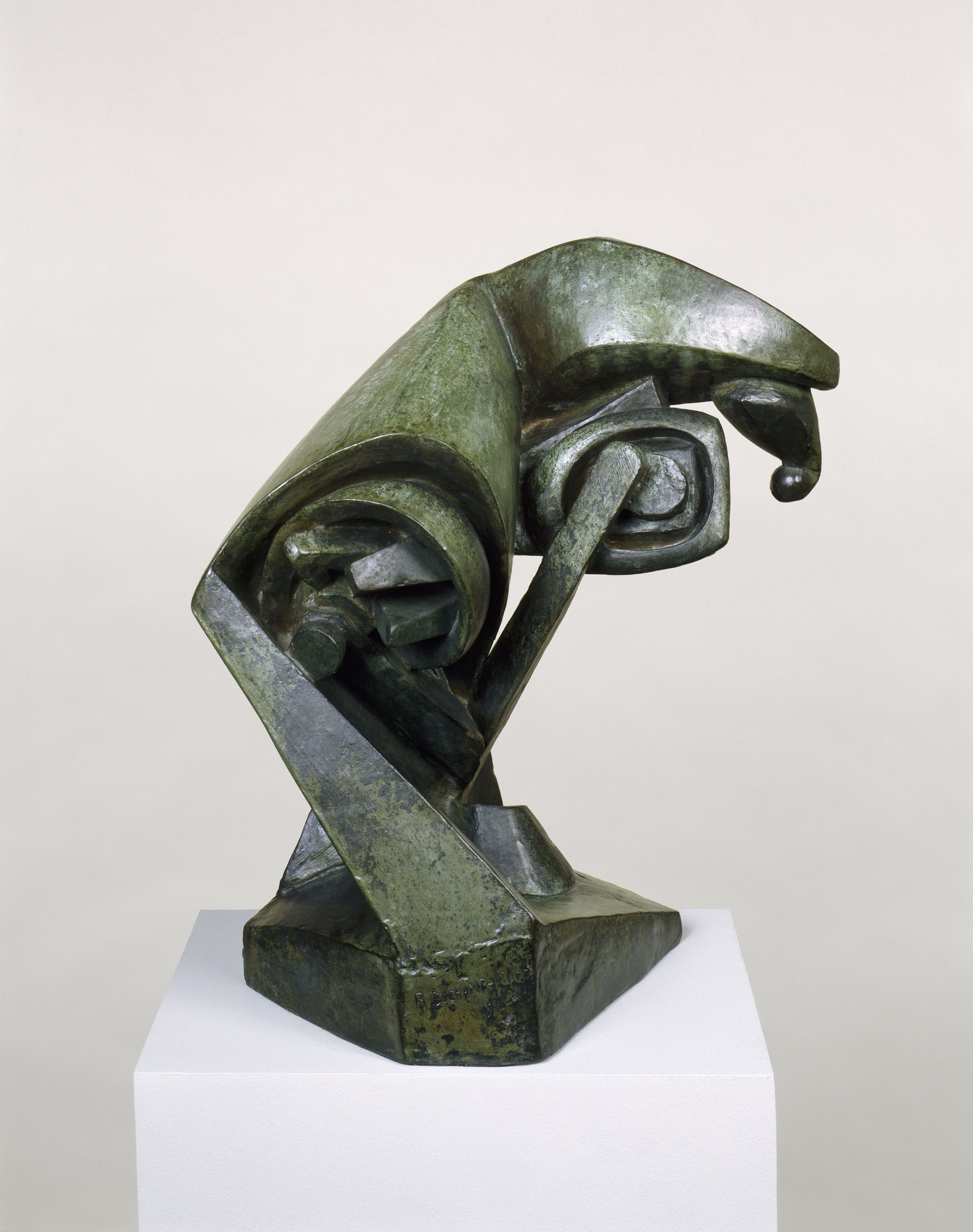
Raymond Duchamp-Villon, 1914 (fondu vers 1930), Le cheval, bronze, 43,6 × 41 cm.
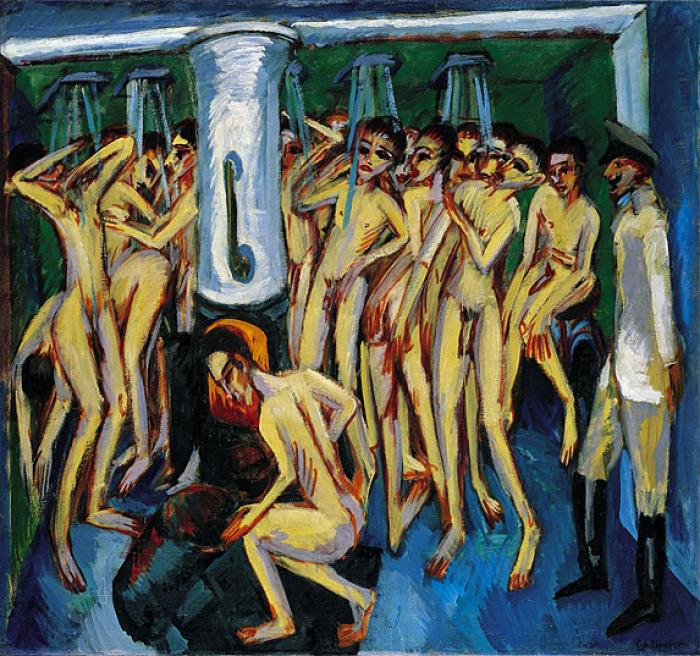
Ernst Ludwig Kirchner, 1915, La douche des artilleurs, huile sur toile, 140,3 × 151,8 cm.
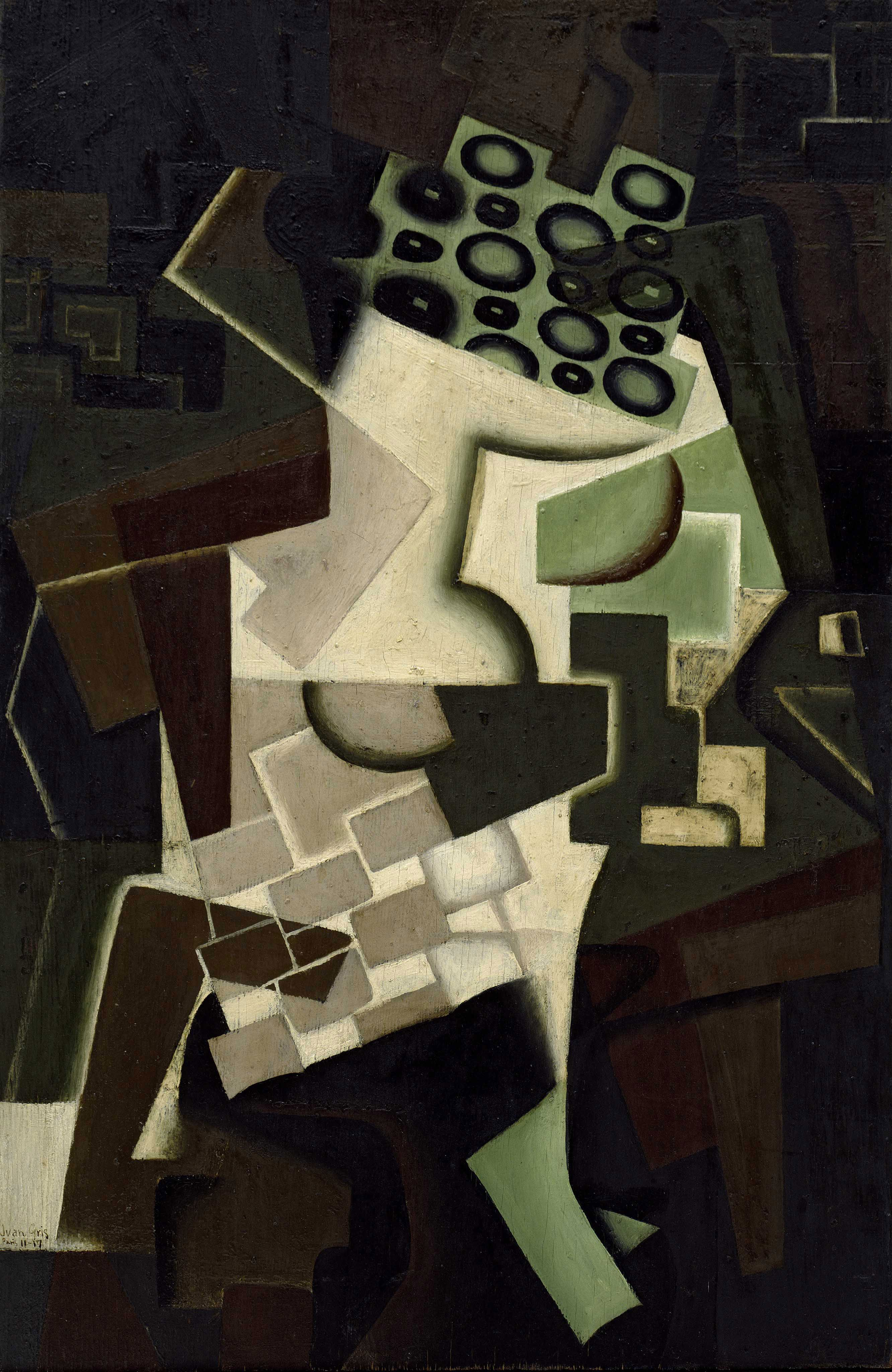
Juan Gris, 1917, Compotier et nappe à carreaux, huile sur panneau de bois, 80,6 × 53,9 cm.
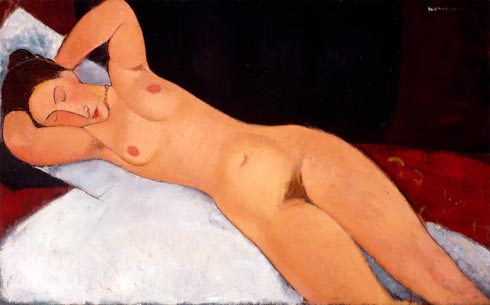
Amedeo Modigliani, 1917, Nu, huile sur toile, 73 × 116,7 cm.
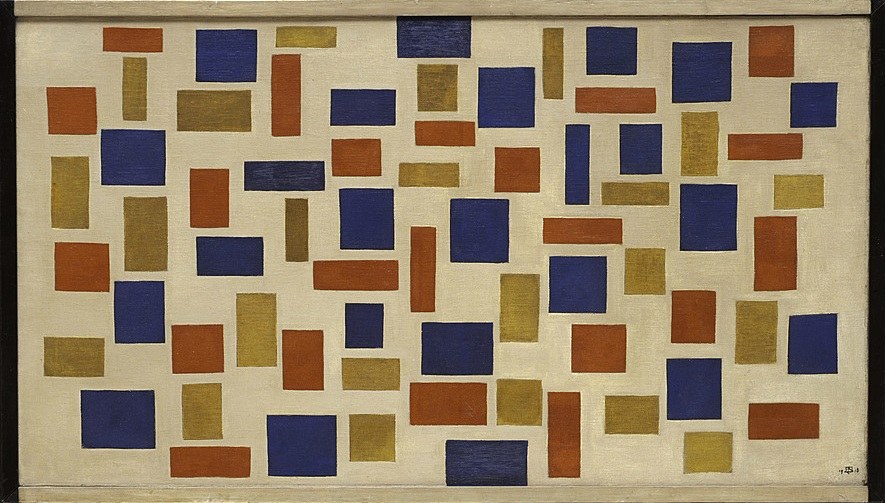
Theo van Doesburg, 1918, Composition XI, huile sur toile, 57 × 101 cm.
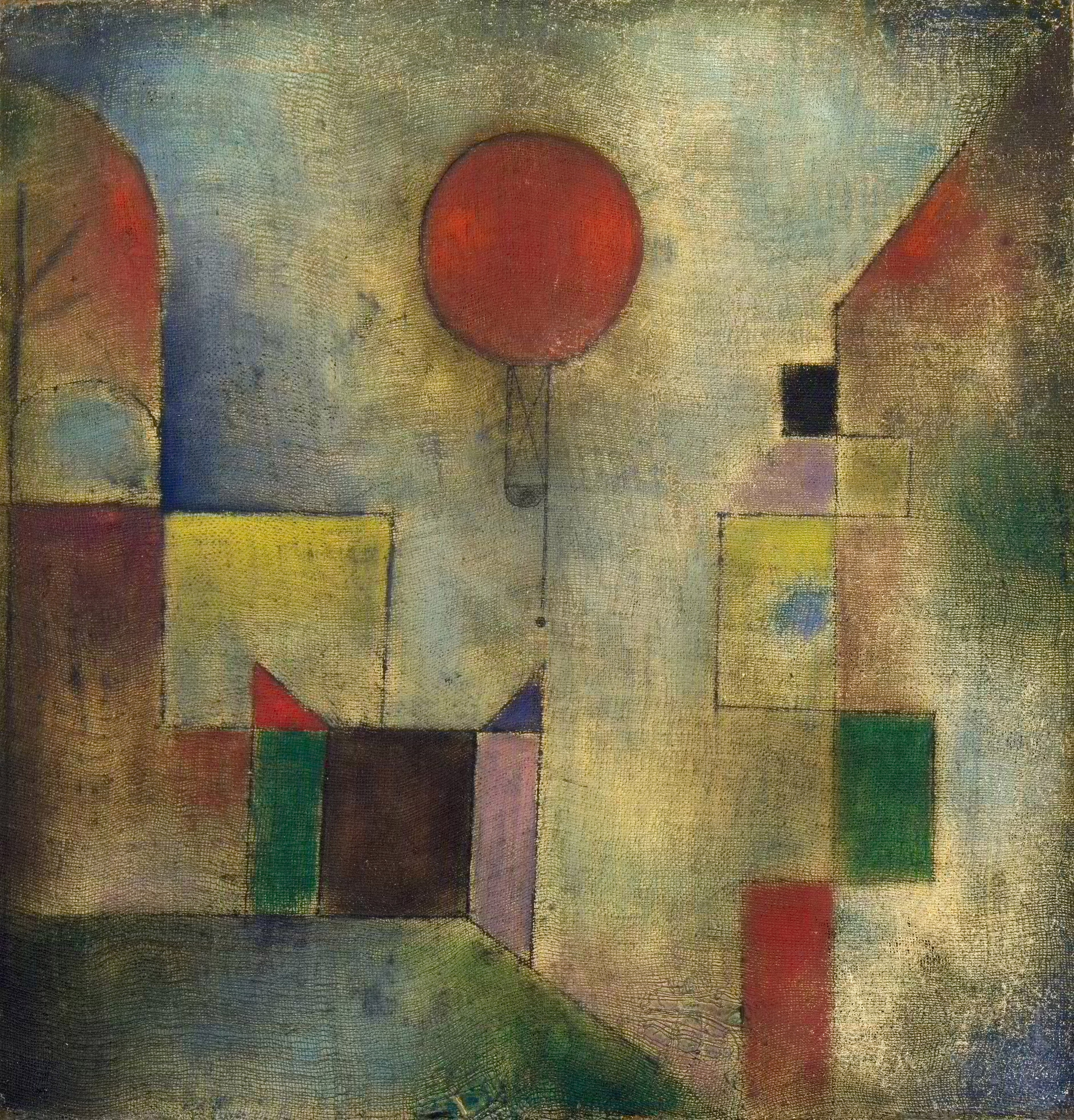
Paul Klee, 1922, Ballon rouge, huile sur gaze apprêtée à la craie 31,7 × 31,1 cm.

### Quelques artistes représentés dans les collections
- Francis Bacon : Trois études pour une crucifixion (1962)
- Pierre Bonnard
- Georges Braque : Violon et Palette (1909), Piano et Mandore (1909-1910)
- Pol Bury
- Paul Cézanne
- Marc Chagall : Paris par la fenêtre (1913), Le Violoniste vert (1923-1924)
- James Coignard
- Dado : Diptyque de Montjavoult (1976-1977).
- Robert Delaunay : Tour Eiffel (1911)
- Dan Flavin
- Paul Gauguin
- Albert Gleizes : Portrait d'un médecin militaire (1914)
- Ipoustéguy
- Vassily Kandinsky : Quelques Cercles (1926)
- Paul Klee
- Fernand Léger : Les Fumeurs (1912)
- Karin van Leyden
- Édouard Manet
- Robert Mapplethorpe
- Franz Marc : La Vache jaune (1911)
- Joan Miró : La Terre labourée (1923-1924)
- Amedeo Modigliani : Le Sweater jaune (1918-1919)
- László Moholy-Nagy
- Piet Mondrian
- Claude Monet
- Claes Oldenburg : Freighter and Sailboat (1962), Soft Pay-Telephone (1963), Soft Shuttlecock (1995).
- Pablo Picasso : L'Accordéoniste (1911)
- Robert Rauschenberg : Red Painting (1953), Untitled (1963).
- Hilla de Rebay
- Auguste Renoir : La Femme à la Perruche (1871).
- Germaine Richier : La Tauromachie (1953)
- Mark Rothko : Sacrifice (1946), Untitled (Black on Grey) (en) (1970)
- Henri Rousseau : Les Joueurs de football (1908)
- George Segal : La Chaise de Picassor (1973).
- Georges Seurat
- Gino Severini
- Frank Stella
- Pierre Soulages : Peinture 195 x 130 cm, mai 1953 (1953), Peinture 195 × 130 cm, 20 novembre 1956 (1956)
- Vincent van Gogh : Paysage enneigé (1888)
- Maria Helena Vieira da Silva
- Jackson Pollock

## Apparitions du musée Guggenheim au cinéma et à la télévision
- 1975 : Les Trois Jours du Condor
- 1981 : Downtown 81
- 1987 : Traquée
- 1997 : Men in Black
- 2003 : The Order
- 2009 : L'Enquête (figure sur l'affiche originale)
- 2010 : Ugly Betty (saison 4, épisode 17 : Million Dollar Smile)
- 2010 : C'était à Rome
- 2011 : Monsieur Popper et ses pingouins
- 2012 : Person of Interest Til death (saison 2, épisode 8)
- 2023 : Spider-Man : Across the Spider-Verse

## Sources
- (en) Hillary Ballon, The Guggenheim: Frank Lloyd Wright and the Making of the Modern Museum, London, Thames and Hudson, 2009
- (en) Lisa Kumar, The Writers Directory, Detroit, St. James Press, 2011 (ISBN 9781558628137)
- (en) Neil Levine, The Architecture of Frank Lloyd Wright, New Jersey, Princeton University Press, 1996 (lire en ligne)
- (en) Stephen Sennott, Encyclopedia of 20th-Century Architecture, vol. 2, New York, Fitzroy Dearborn, 2004
- (en) Nancy Spector, Guggenheim Museum Collection: A to Z, New York, The Solomon R. Guggenheim Foundation, 2001
- (en) William Allin Storrer, The Architecture of Frank Lloyd Wright: A Complete Catalogue, Chicago, University of Chicago Press, 2002
- (en) Karole Vail, The Museum of Non-Objective Painting : Hilla Rebay and the Origins of the Solomon R. Guggenheim Museum, New York, The Solomon R. Guggenheim Foundation, 2009